# JR東日本E721系電車
E721系電車（E721けいでんしゃ）は、東日本旅客鉄道（JR東日本）の交流一般形電車。
本項では同型車両である、仙台空港鉄道所有のSAT721系（SAT721けい）、青い森鉄道所有の青い森703系（あおいもり703けい）および阿武隈急行所有のAB900系（AB900けい）についても記述する。

## 概要
本系列は当初、仙台支社で運用されている在来線電車の車両更新と、仙台空港アクセス線での運用を目的に開発された。
仙台地区の低床プラットホームに対応すべく、低床車として車体構造などの設計が従来車から細かく見直された上で製作された。また、ワンマン運転を想定したレイアウトとなっており、一部車両ではワンマン運転関連機器を設置するほか、非対応車についても機器類の準備工事がなされている。
その後2016年からは仙台地区の719系の置き換え用として1000番台の増備が行われているほか、2014年には青い森鉄道が輸送力増強を目的に本系列をベースとした青い森703系を投入し、また、2019年から阿武隈急行が老朽化の進んだ従来車両の置き換えを目的にAB900系を投入した。
製造は0・500番台の大半とSAT721系全車が川崎重工業、0・500番台の一部が東急車輛製造、1000番台と青い森703系およびAB900系が総合車両製作所がそれぞれ担当した。
0・500番台とSAT721系に対しては、鉄道友の会より2008年度ローレル賞が贈られている。

### 導入の経緯
2007年（平成19年）3月18日に開業した仙台空港鉄道仙台空港線（名取駅 - 仙台空港駅）の建設事業では、仙台空港鉄道仙台空港駅とJR仙台駅間の直通運転が計画されており、そのための両社共通車両の増備が必要であった。
加えて、本系列の導入以前、JR東日本仙台地区の在来線は比較的通勤輸送にも適した3扉車として、1989年（平成元年）から1992年（平成3年）にかけ719系、1994年（平成6年）から2001年（平成13年）にかけ701系が導入されていたものの、依然国鉄から継承した455・457系・717系・417系が多く用いられてきた。それらの国鉄形車両は（一部はデッキ付きの）2扉車だったため、ラッシュ時の乗降手間取りに伴う列車の遅延が続出していたことに加え、老朽化の進行により、取り替えが見込まれていた。また、従来車はJR車も含め、仙台地区をはじめとした地方線区の低いホームに対応するため、出入り口部にステップが設けられており、バリアフリー化推進の障害となっていた。
このため、本系列は「地方都市圏における通勤通学・都市間輸送用車両としての汎用性」を持った車両として、2006年の仙台空港アクセス線向けの500番台を皮切りに、同型の仙台空港鉄道所属車SAT721系、地域輸送用の0番台が投入された。これらは、3扉セミクロスシートという、従来車と比較して通勤輸送にも適した車内レイアウトの採用に加え、低床・ステップレス化を実現したことで、乗降の円滑化と列車遅延防止など、仙台地区の大幅な輸送改善に寄与することとなった。

## 共通事項
本節では便宜上、先行製造された500番台P-501編成を先行車、以降の車両を量産車と呼称する。また、特記ない限り、共通の事項を述べることとし、番台ごとの差異は後述する。

### 車体

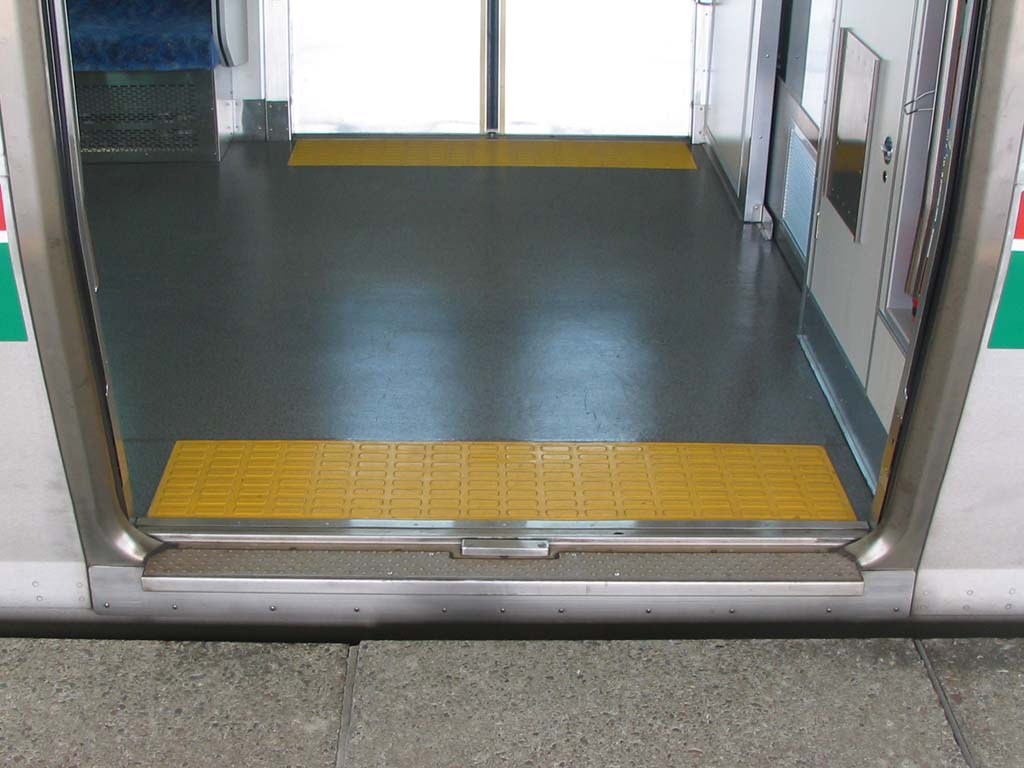
高さ920mmのホームの駅（黒磯駅）に停車中のE721系の乗降口。段差が廃されている。

構体は軽量ステンレス製であり、混雑緩和・着席数の増加を図るため片側3扉の拡幅車体を採用する。車体形状についても建築限界との兼ね合いから裾しぼりの始点を高くしている。車体については製造メーカーで工法が異なっており、川崎重工業製造の車両については、同社製造の量産型車両としてはじめて側構体にレーザー溶接を採用している。また、低床化のため台枠横ばり高さを標準の150mmから130mmに縮小しており、構体強度の確保のため、側鋼体と屋根鋼体の主要な柱の位置を合わせる「リング構造」を採用している。
低床化により、客室の床面高さは950mm（701系比－180mm）となり、ホームとの段差が30mm（920mmホームの場合）または190mm（760mmホームの場合）と従来車に比べ小さくなった。このため従来車に存在した乗降口のステップは省略されたほか、出入口のくつずりを延長したことにより車両とホームの間のすき間も小さくなっている。ドア・窓の割付は2両編成を基準に設定されており、1000番台に存在する中間車についてもそれに合わせ左右非対称となっている。また、床面の低床化に合わせ屋根高さも70mm低下しているが、屋根上点検台との高さを合わせるため歩み板（ランボード）を設けている。
前面形状は「701系など仙台地区の既存車両のイメージから脱却、ざん新さを出すとともに親しみを感じていただけるデザイン」が目指されている。先頭部は厚さ70mmのFRP製であり、貫通路が設けられ、併結時には幌を用いて貫通させることが可能である。灯火類は地上側からの視認性向上・着雪防止のために、前面上部のガラス内側に配置されている。前照灯はHID（1000番台・青い森703系はLED2連）、尾灯がLEDであり、いずれも横並びに左右の前面窓上部に設置される。また、標識灯部分の前面ガラスは熱線入りとしている。前面下部のスカートは排雪性を考慮し、隙間が少なく、幅の広いものとしている。車外の行先表示器は16ドット高輝度3色グラフィックLED式のものを、側面は車体中央部に各車1か所、先頭部は貫通路上部に設け、行先のほか、ワンマン運転や快速運転の場合は種別なども表示する。また、車内収受型ワンマン運転を行う車両については扉横に出入口表示器が設置されており、非対応車も1000番台を除き準備工事が行われている。
側面には片側2か所にスピーカーが設置されており、車外への案内放送や乗降促進用発車メロディ（JR所属車とSAT721系は東洋メディアリンクス制作の「Water Crown」、青い森703系は福嶋尚哉作曲の「青い森のファンタジー」、AB900系は同じく福嶋作曲の「Pastoral・光」・「Pastoral・風」）の放送が可能である。
編成単位での分割・併合を容易にするためにMc車、Tc'車の前位側に自動解結装置と2段式電気連結器を備える密着連結器を装備し、その他は半永久連結器となっている。なお、1000番台のTc'車後位、T車前位の半永久連結器は、衝撃を吸収する塑性変形タイプの緩衝機能を有し、衝突時の衝撃が伝達しにくい構造としている。
なお、701系との併結は電気連結器の接点で自動的に検知する（701系との併結時は上段のみを使用）。

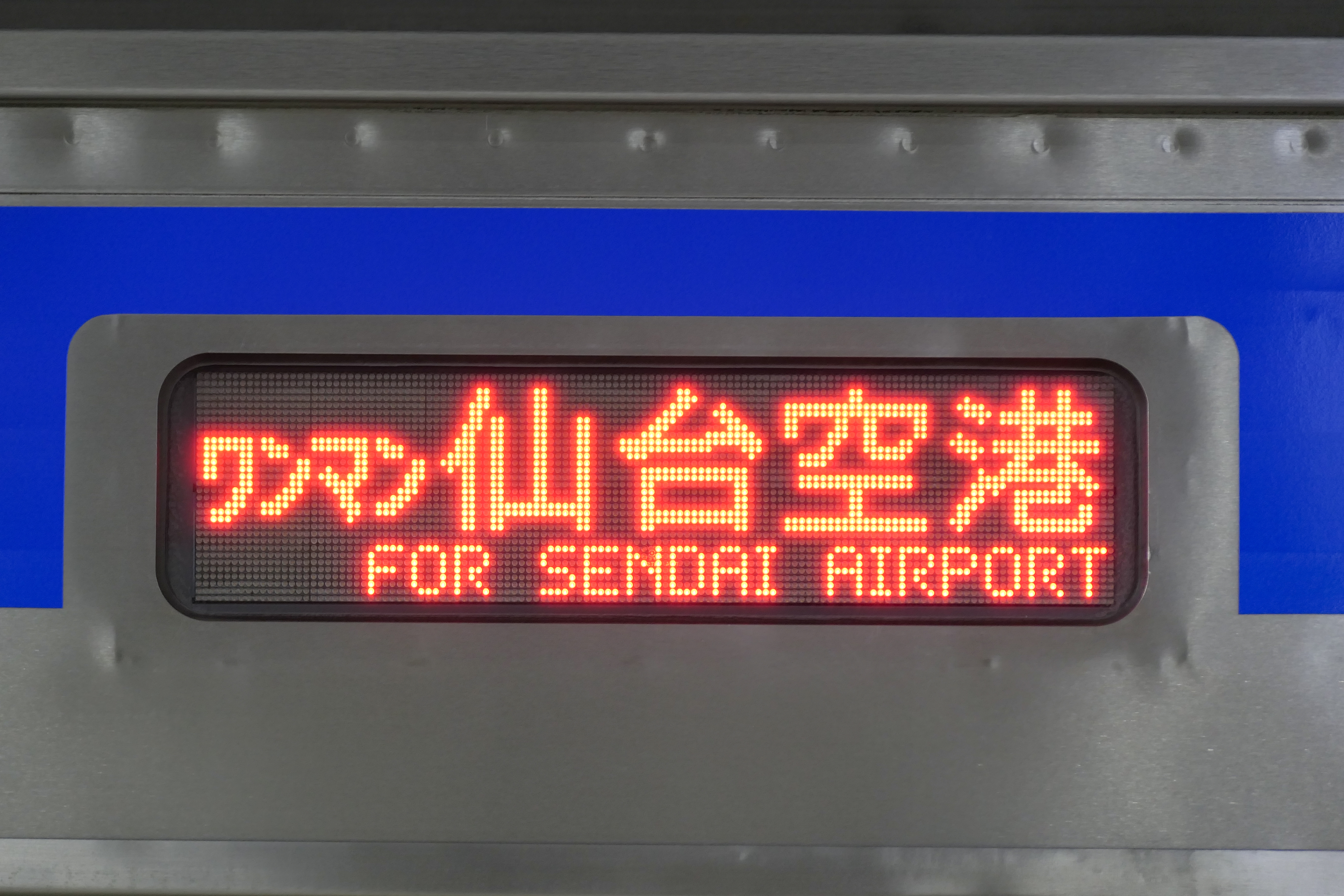
LED式側面行先表示器

### 車内
運転台部の天井高さを確保するため、前述の通り床面高さを180mm低下させた一方で、屋根高さの低下を70mmに抑えたため、客室の天井高さは701系より110ｍｍ高い2380mmとなっている。内装はE231系・E531系・E233系に準じている。
インテリアは、「自然豊かな環境を意識しながらも、都会的な上品さを合わせ持ったイメージ」とされ、壁や床敷物は自然素材の色彩や柄を用いた、柔らかなイメージとしている。また、ユニバーサルデザインの一環として、出入り口部の床敷物、側引き戸の室内側戸先部を黄色としている。
室内配置は、701系で採用されたオールロングシート構造ではなく、乗降扉の間にボックス式クロスシート2組を配置し、それ以外の箇所をロングシートとするセミクロスシート配置としている。
座席はE531系と同じ寸法・構造としているが、ボックス席の座席間隔は1,585 mmと、E531系の1500mmより広くし、窓側には飲料などを置くことができる小さなテーブルを設けている。ロングシート部分はE531系・E233系と同様、1人分の座席幅は460 mmで、701系より10mm広くなっている。モケットについては、後述のSAT721系及びAB900系を除き、青色の「未来や星空の雄大さをイメージしつつ、落ち着き感のあるデザイン」が用いられている。なお、座席支持方式については、クロスシート部は片持ち式、ロングシート部は機器を格納するため脚台による支持としている。
客用扉は半自動扱いに対応した幅1300mmの両開き式のものを採用し、開閉ボタンの取付位置は従来車より低い位置に改められた。戸閉装置は直動空気式とし、閉まる時に乗降客やその荷物を挟みこまないよう、閉まった後にいったん戸閉力を弱め、脱出しやすくしているほか、量産車からは開口10 cm程度となった時点で閉扉動作が一旦停止してから扉締めを完了する機構が採用されている。ドアチャイムがついており、ドアが開くときは1回、閉じるときは2回鳴るようになっている。ドアの室内側上部には開閉表示灯も設けられている。側引き戸のガラスについては結露防止のため複層ガラスとしている。
客用扉上部にはLED式車内案内表示器（1段式）が設置されている。トイレはTc‘車に真空吸引式のものが設置され、電動車椅子での利用にも対応可能な面積が確保されている。その向かい側には車椅子スペースが確保されている。連結部の貫通路は701系に続き広幅のものが採用され、両開きの貫通扉（傾斜式戸閉装置付き）が設けられている。
自動放送装置（日本語と英語の2か国語対応）が搭載され、モニタ装置から電装される情報をもとに、自動放送装置に記憶された運行情報から必要な地点で適切な放送を自動的に行う。音声内容はICメモリーカードに記録している。なお、ワンマン時・車掌乗務時ともに自動で案内放送が行われる。また、非常通報装置は乗務員と相互に通話可能なものとしている。

#### 乗務員室
| 運転台（0番台ワンマン運転対応車 P-44編成） |  | 乗務員室背後の客室との仕切り部（0番台ワンマン運転対応車 P-44編成） |
| 運転台（0番台ワンマン運転対応車 P-44編成） |  | 乗務員室背後の客室との仕切り部（0番台ワンマン運転対応車 P-44編成） |

乗務員室は701系に準じた半室構造であるが、701系と異なり、引き戸で完全に仕切ることが出来るようになっている。運転士の視認性向上のため高運転台構造となっている。また、この部分については前方視認性の確保、従来車（701系）との併結に伴う連結器高さの制約から従来車相当の床面高さ1130mmとした。このため客室とは180mmの段差が生じており、視認できるよう仕切り引き戸のガラスは下方まで拡大されているほか、通路部は注意喚起の目的で黄色とされ、段差の角部には赤色のLEDが埋め込まれている。また、夜間などでも十分な照度が得られるよう、天井にはダウンライトを設置している。運転台は左手操作式ワンハンドルマスコンとしている。

### 機器類
機器に関しては保安装置・補助電源装置・電動空気圧縮機は二重系とされ、一方が故障しても健全な機器に切り替えることでなるべく運行が続けられるよう配慮がなされている。また、床下機器類については、低床化に対応して配管や配線経路の見直しや機器の高さの縮小がなされている。また、台車上部に配線・配管が確保できないため、側窓柱間に配線・配管し、引き通し線は車両上部の歩み板内部に格納されている。
また、雪中での応急処置を想定し、配電盤や応急処置に必要な工具は室内に格納されている。

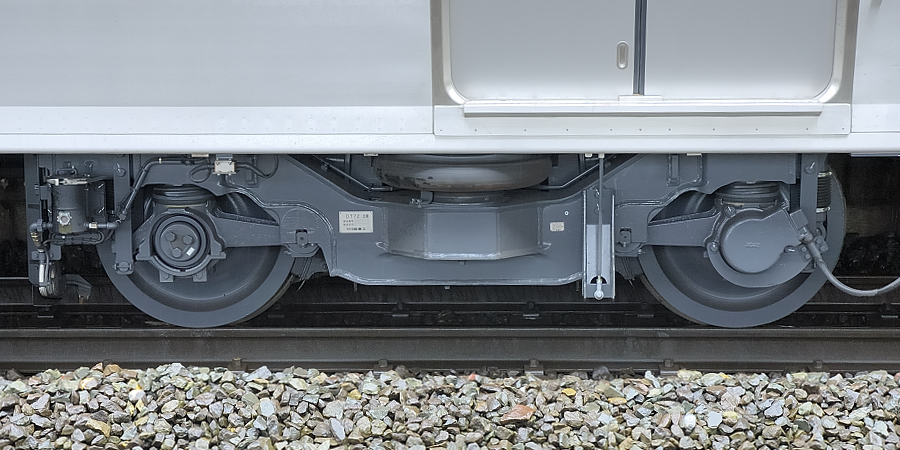
DT72形動台車（2007年3月 郡山駅）

台車はE531系・E233系の電車ホーム向け低床台車DT71・TR255系をベースに、さらなる低床化への対応を施した軸梁式ボルスタレス台車、DT72形動台車とTR256形付随台車である。ただし、青い森703系は同型のTS-1037形動台車・TS-1038形付随台車、1000番台については小改良（後述）のため、DT72A形動台車、TR256A形および同B形付随台車に区分される。車両の床面高さを大幅に低減させる必要があったため、台車枠は、側枠中央部を引き下げた弓形台車枠とし、そこに空気ばね（枕ばね）を設置して、車体の空気ばね支持高さを低くしており、加えて車輪は一般的な日本の在来線車両の標準より50mm小さい新製時直径が810mm径のものを採用している。動台車については歯車装置も小型化する必要があったため、大歯車を小型化している。歯車比は1:5.93となっている。各軸の軸箱体先端には軸ダンパが装備され、牽引装置は一本リンク式である。先頭台車は増粘着装置を搭載する。動力車にはMT76形かご形三相誘導電動機を1台車あたり2基搭載する。
先頭台車には雪かき装置が装備されているほか、空転・滑走防止のため、セラミック噴射装置を、0・500番台・SAT721系・青い森703系ではMc車の第1軸と第4軸、Tc'車の第1軸に、1000番台ではMc車の前位側、M車の後位側の動台車に取付けている。基礎ブレーキは動力台車が片押し式踏面ブレーキ、付随台車が片押し式踏面ブレーキと1軸1枚のディスクブレーキを併用する。
ブレーキ方式は回生ブレーキ併用電気指令式空気ブレーキとし、回生ブレーキはT車遅れ込め制御を行う。別途直通予備、抑速、耐雪の各ブレーキを備える。また、台車単位の滑走防止装置を設け、滑走を検知した場合、当該台車のブレーキ力を一時的に弱め、再粘着を促進する。
主変換装置は三菱電機製のCI14である。IPM（素子保護機能付IGBT）素子による3レベルPWMコンバータ + 2レベルインバータで構成されており、主変換装置1基で1台車（2基の主電動機）を制御する1C2M方式であり、1台車分の回路を開放した状態でも、最大勾配で起動可能な性能を確保している。
補助電源装置はIGBT素子を使用した富士電機システムズ（2011年4月から富士電機に統合）製の静止形インバータ（SIV）SC84を搭載する。冗長性確保の観点から主回路部および制御部それぞれを完全に二重化した、待機二重系システムを採用した。定格容量は4.5kVA（単相交流100V,50Hz）、12kW（直流100V）である。
空気圧縮機はスクリュー式のMH1112-C1600MFを編成当たり2基搭載する。1基当たりの容量は1,600L/minである。通常は1台を交互に使用するが、蓄圧不良をブレーキ制御装置が検知した場合、自動的にもう一方に切り替わる。
集電装置はPS108形をベースに主枠組材質をステンレスに変更、着雪防止のため丸パイプ化を行った、シングルアーム型パンタグラフ PS109 をMc車、M車の後位寄りに1基搭載する。折り畳み高さを4,100mmとすることで、仙山線にも走行可能としている。
冷房装置は屋根上に集中型のAU730-G2形（48.84 kW ≒ 42,000 kcal/h）を設置しており、冷媒にはオゾン破壊係数0の新冷媒（R407C）を用いている。暖房装置についてはシーズ線ヒーターをクロスシート下部、ロングシート脚台正面に取り付けている。
また、乗車率や車内・車外の温度を検知し、設定基準温度や風量を自動補正する機能が備えられている。
モニタ装置としてMON16形を搭載する。これには701系のモニタ装置IES23形との読み替え装置が設けられており、併結時にも両車間で機器の動作状況が監視や制御が可能である。また、運転状況記録機能を持つ。
保安装置はいずれもATS-Psを搭載する。二重系となっているほか、701系との併結時には減速度の違いから速度照査パターンを同系列と同じ照査パターンに切り替える機能が搭載されている。

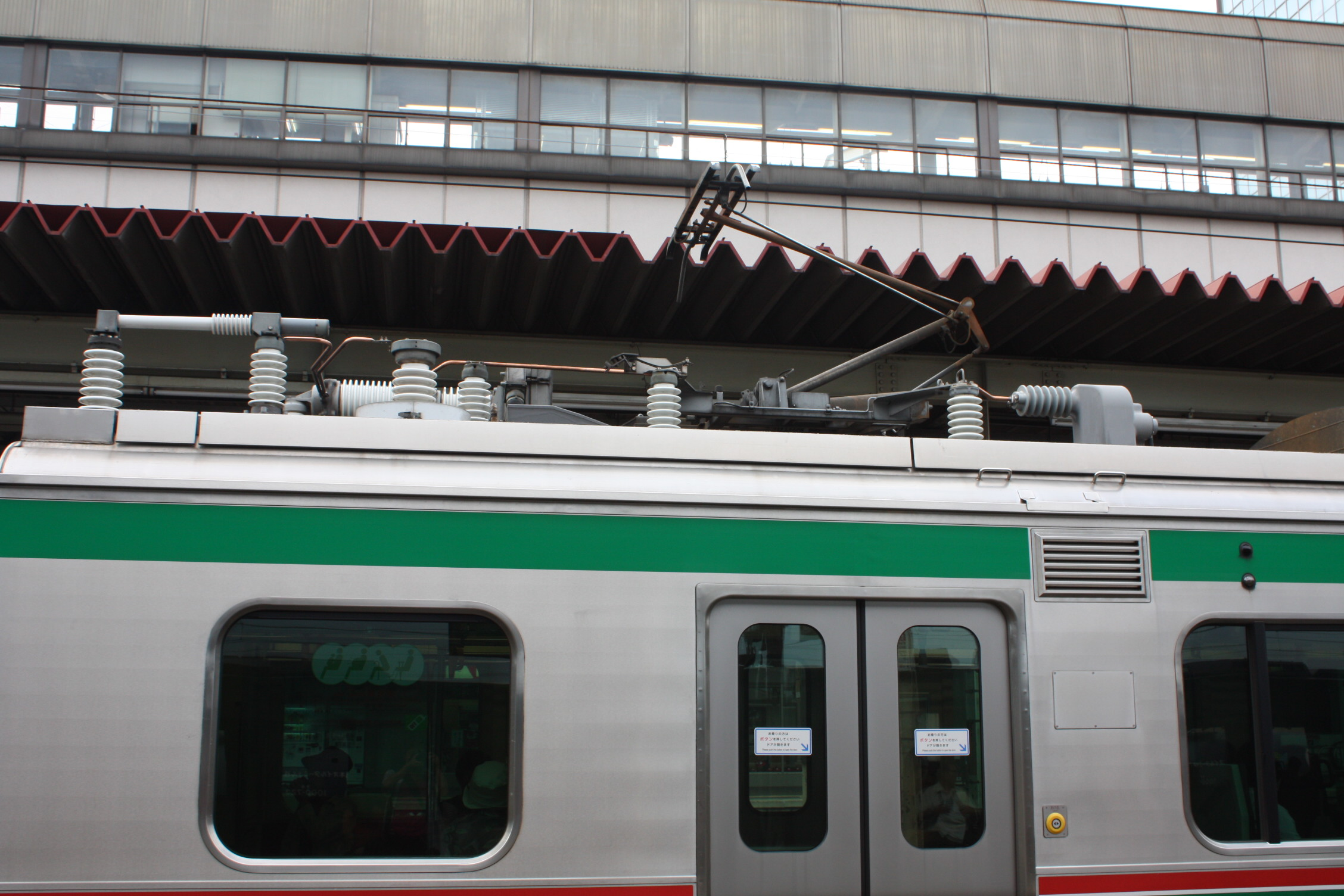
E721系のPS109形シングルアームパンタグラフ
車内LED表示器
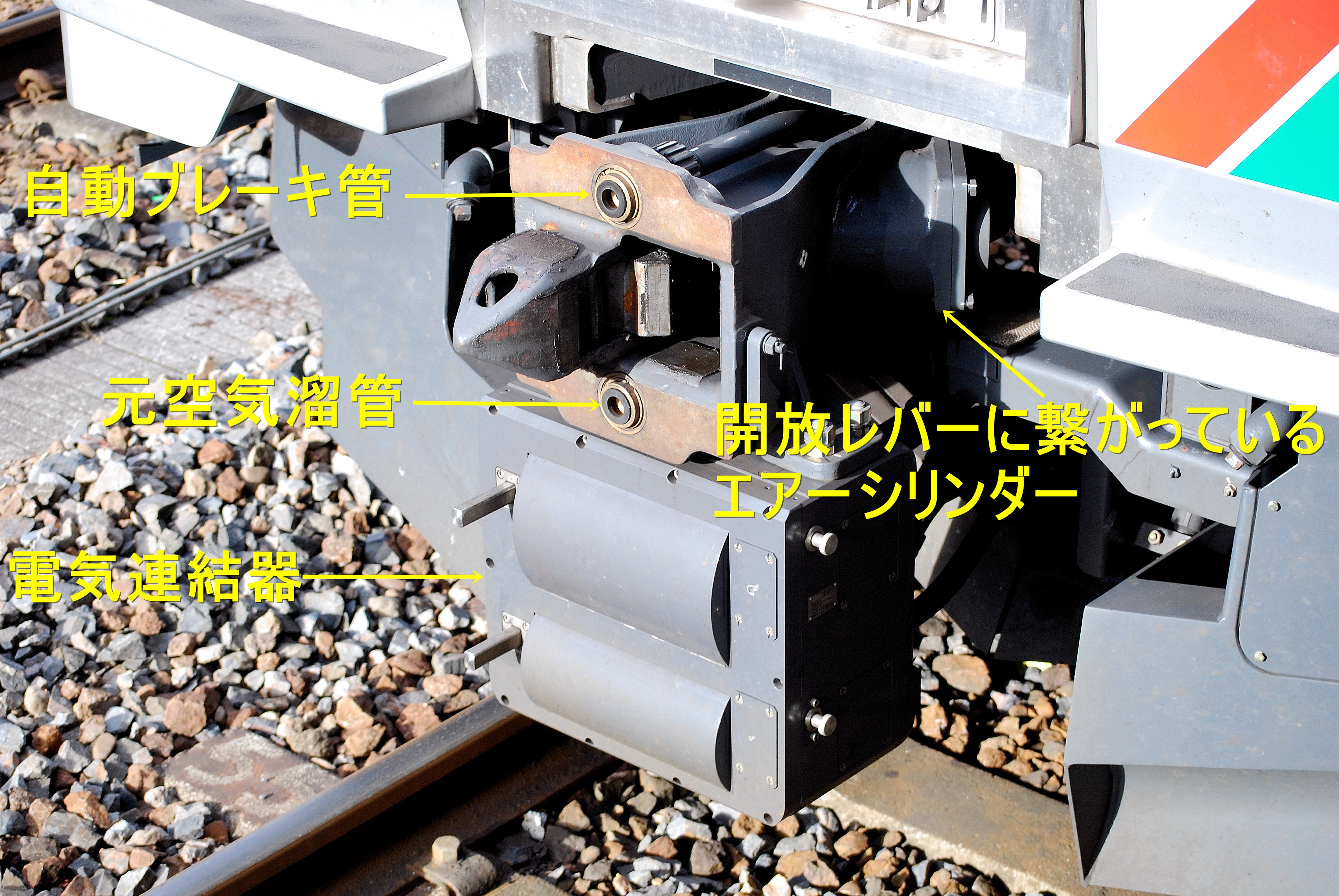
先頭部の密着連結器と電気連結器
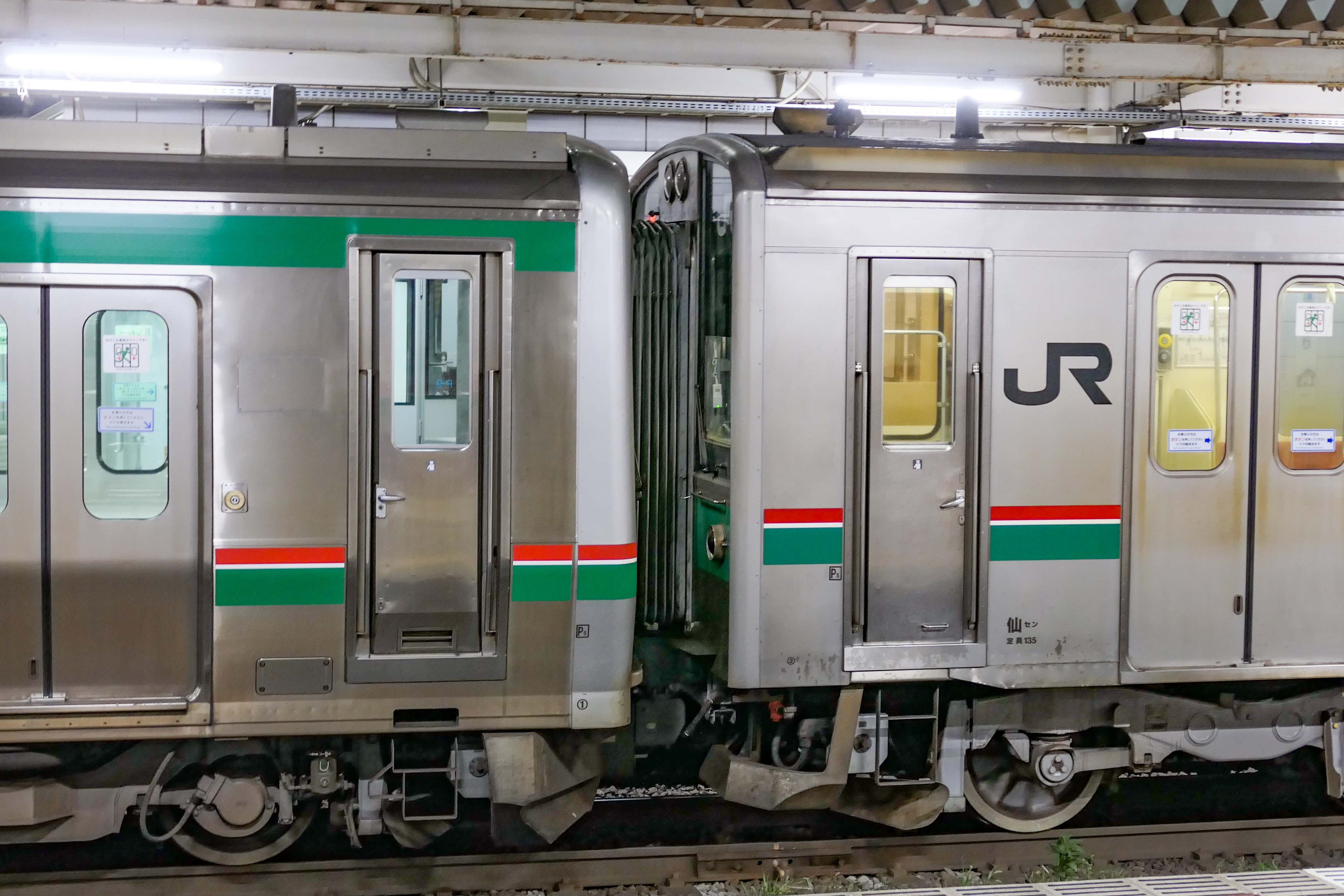
701系との併結運転に対応している
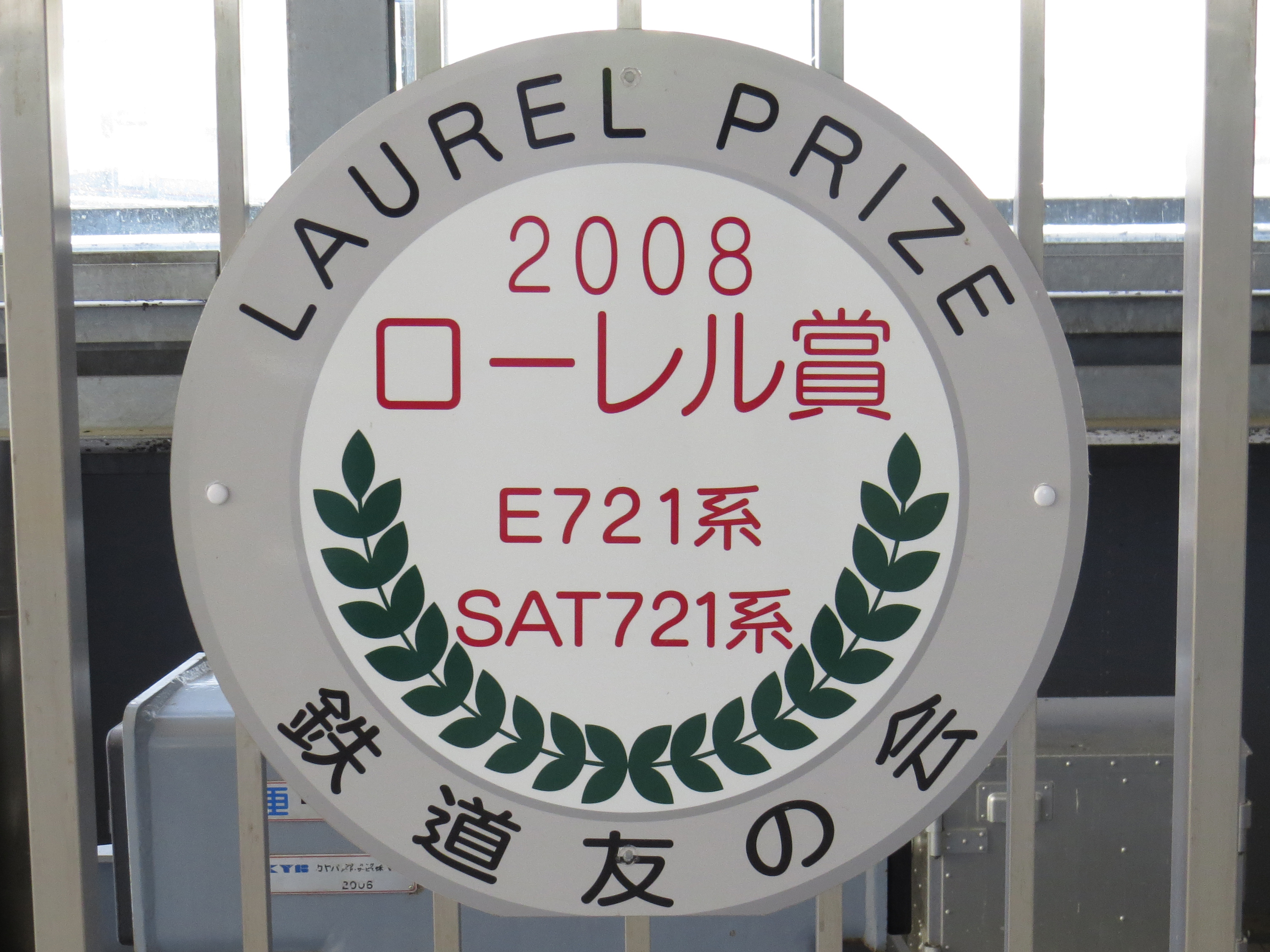
ローレル賞受賞記念ヘッドマーク

## 形式
形式は以下の通り。電動車と付随車で2両ごとにユニットを組む。
- 制御電動車クモハE721形（Mc　SAT721形、青い森703形、AB901形）
- 制御車クハE720形（Tc'　SAT720形、青い森702形、AB900形）
- 電動車モハE721形（M）
- 付随車サハE720形（T）

Mc・M車には主変圧器、主変換装置、集電装置といった主回路機器を、Tc'・T車には空気圧縮機、補助電源装置といった補機類を搭載する。
M車とT車は1000番台のみに存在し、いずれも0番台のMc車とTc'車から、運転台とトイレがあった部分を客室に変更した構造としている。
2両編成については東北本線上で盛岡方からMc+Tc'の2両、4両編成についてはMc+T+M+Tc'車の4両で基本編成を構成し、最大8両編成まで組成可能である。
また、運用に弾力性を持たせるため、701系と相互に連結運転が可能となっており、幌や連結器高さ等の寸法・構造や、引き通し回路は共通化されている。701系併結時には701系に合わせた性能となり、最高運転速度は110km/hに抑えられる。719系についても切り替えスイッチを扱うことで相互に救援を可能としている。

## 番台別概説

### 0番台

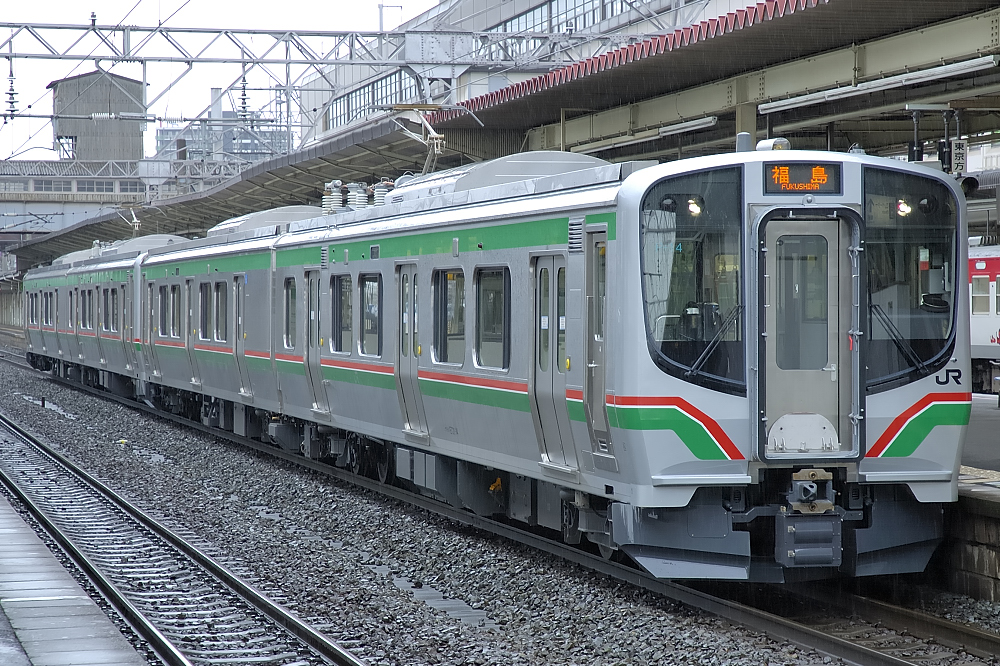
0番台
（2007年3月25日 郡山駅）

仙台地区の地域輸送用の車両である。2両編成44本が投入され、2020年7月現在、東日本大震災により廃車になった編成（後述）とP-505編成に改造されたP-5編成を除いた41本が仙台車両センターに所属する。編成番号はP-xx(車両番号)である。
車体装飾帯の色は仙台支社所属の701系や719系0番台と同様の緑（フレッシュグリーン）+赤+白であるが、他系列と異なり、幕板部にも緑の帯を入れている。
内装については、500番台の大型荷物置き場をロングシートに変更した構造としているほか、本番台以降については、E233系に準じ、優先席部分の床材を赤紫色と灰色のツートンカラー、つり革をオレンジ色とすることで、優先席以外の空間との区別が明確にされている。また、一部編成では車内収受式のワンマン運転に対応した装備が搭載されており、整理券発券機・運賃箱・出入口表示器・液晶ディスプレイ式運賃表示器が設置されている。
最初に455/457系・417系・717系の老朽取り換え用として、2006年（平成18年）11月から翌2007年10月までの1年間で2両編成39本の計78両（すべてワンマン運転非対応）が導入され、2007年2月1日より東北本線で、3月17日から常磐線で、4月22日から仙山線で順次営業運転を開始し、上記の旧型車117両を置き換え、一旦増備は終了した。
2010年には当初からワンマン運転に対応した増備車2両編成5本の計10両が同年9月に川崎重工業で落成し、同年10月より営業投入されている。これらの編成については701系と共通運用されており、ワンマン運転も実施している。
P-12編成は2020年3月14日のダイヤ改正から磐越西線の郡山-会津若松間に導入される快速「あいづ」の指定席車両として使用するため、仙台車両センターにてクハの後位側半分に14席のリクライニングシート（シートピッチ960mm）を設置する改造が行われた。また同部分の外観は指定席車両である旨を示すため、鶴ヶ城の桜をイメージした装飾が施された。
編成表
|              | ← 黒磯盛岡 →   |                    |
| 形式         | クハE720 (Tc') | ＞ クモハE721 (Mc) |
| 搭載機器     | SIV,CP,BT      | Mtr,CI             |
| 車両重量 (t) | 34.7           | 39.7               |

凡例
- CI：主変換装置、MTr：主変圧器、SIV：補助電源装置、CP：空気圧縮機（2台）、BT：蓄電池

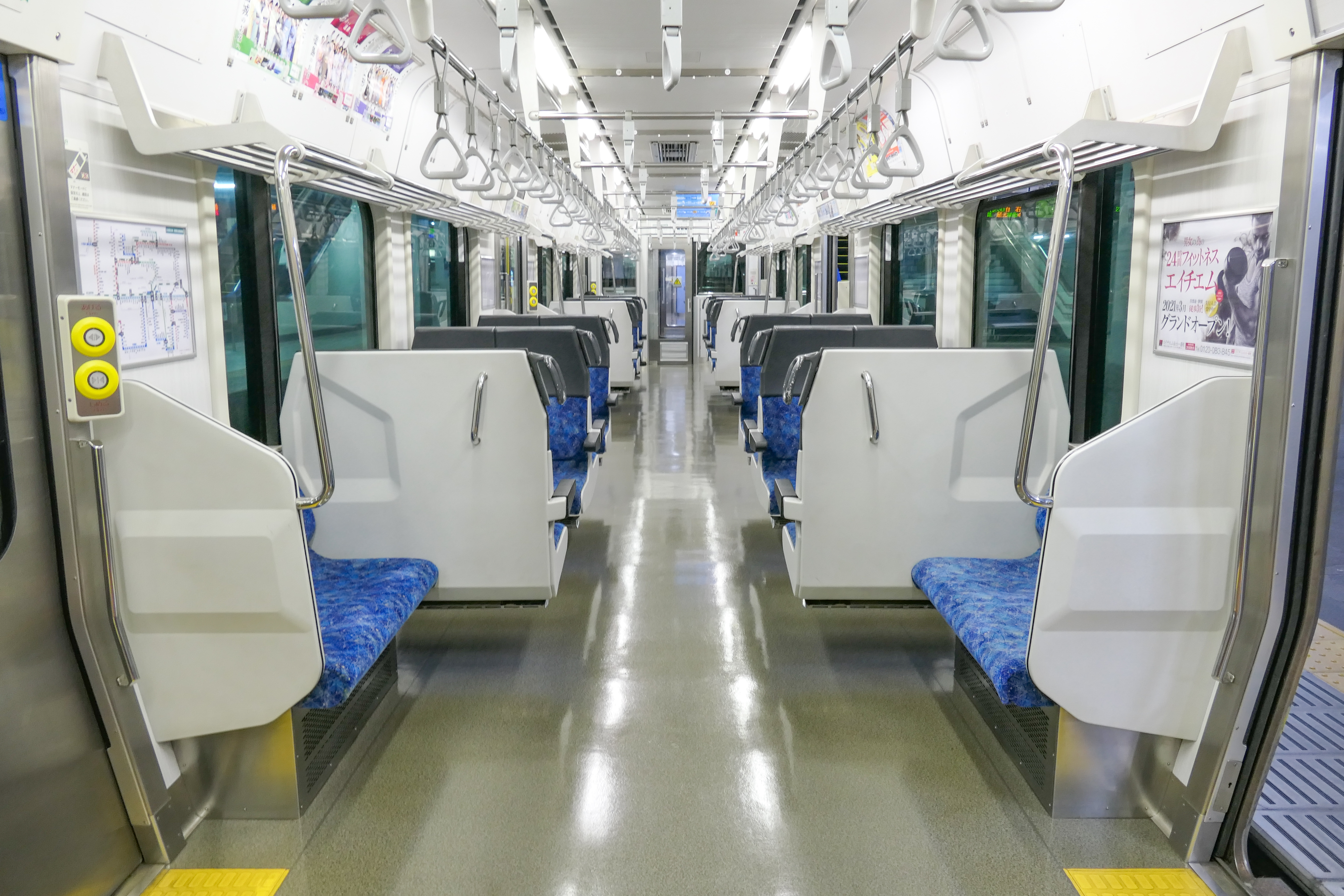
車内
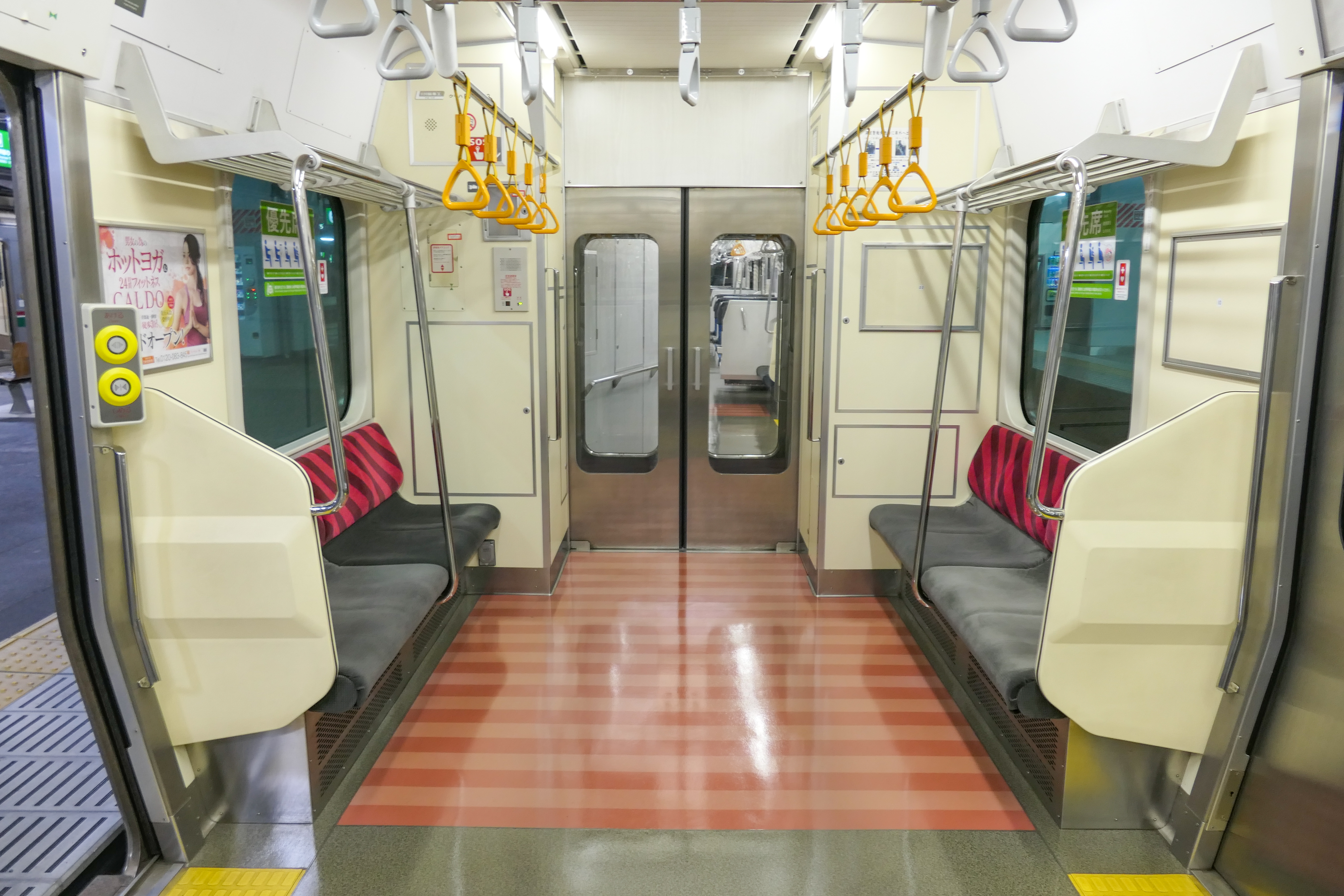
車端部優先席
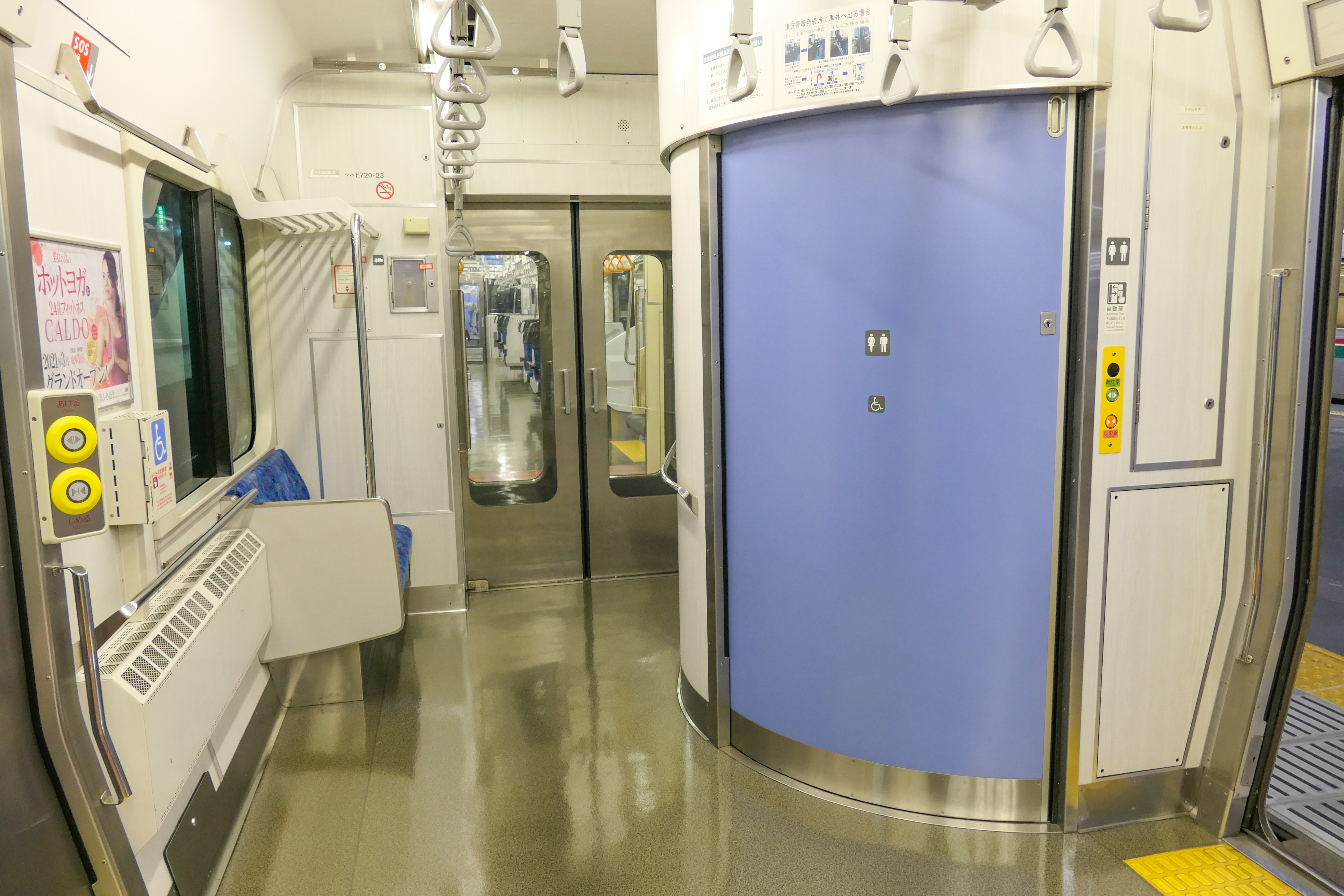
フリースペースとトイレ付近
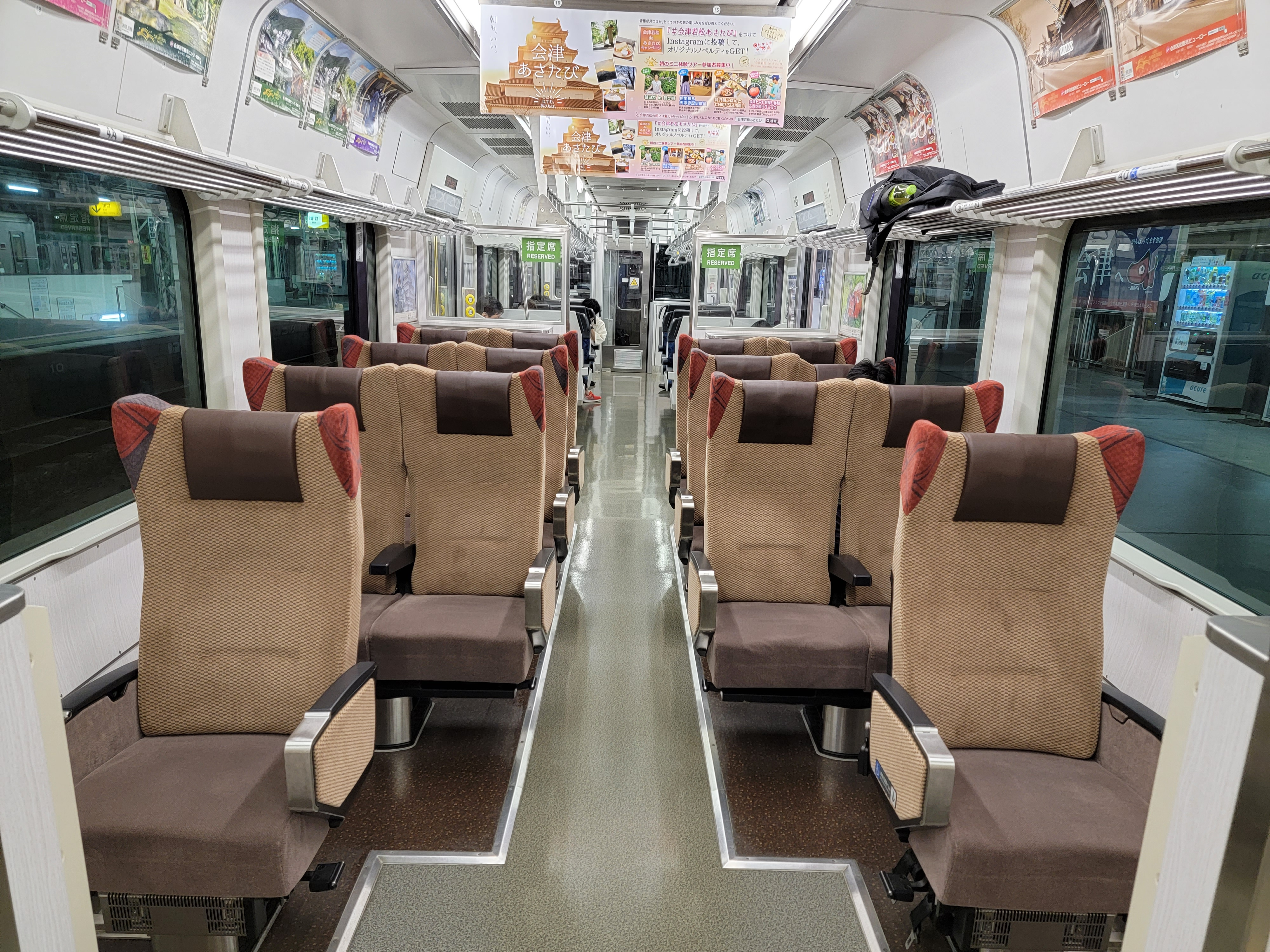
指定席区画
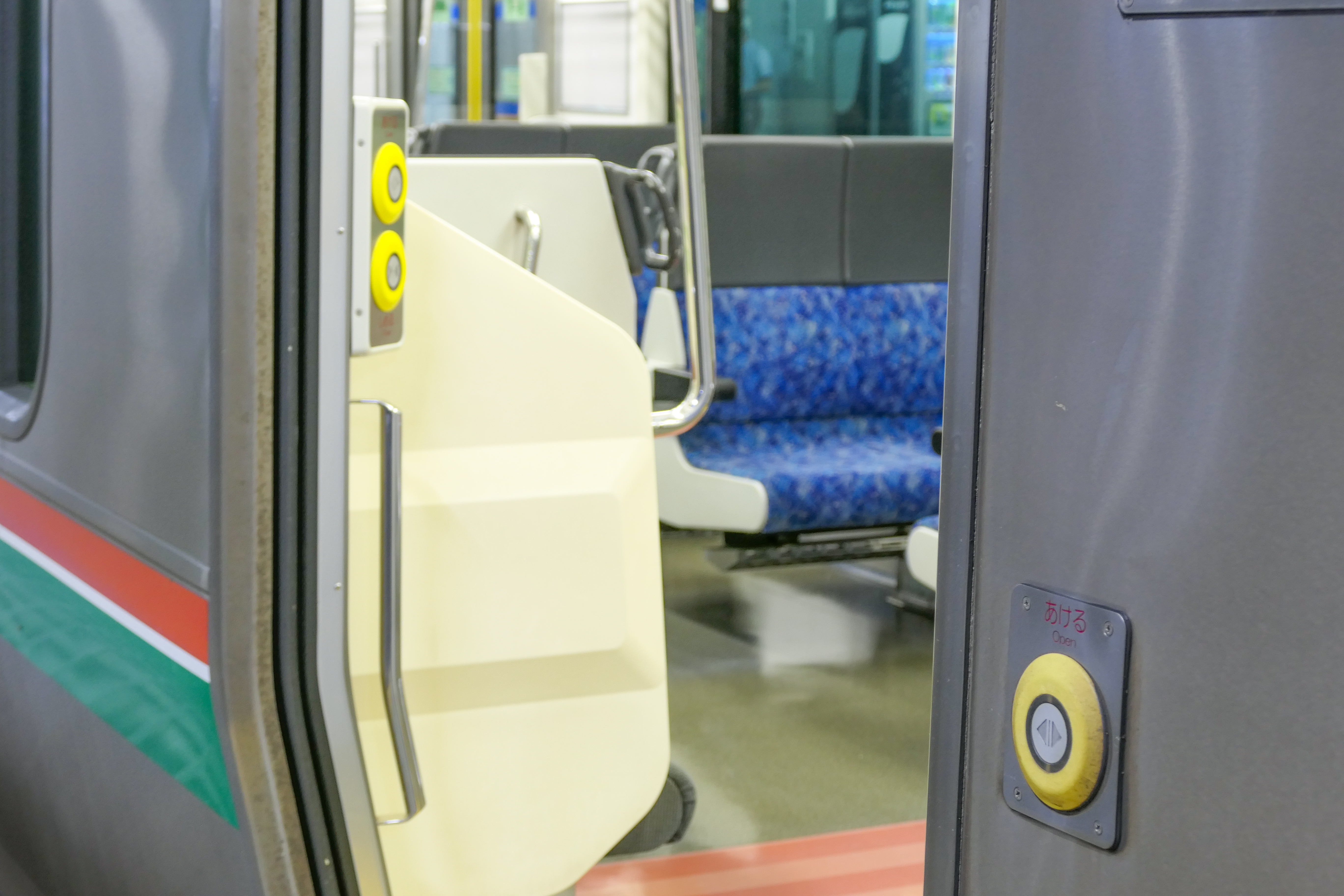
半自動ドアボタン

### 500番台

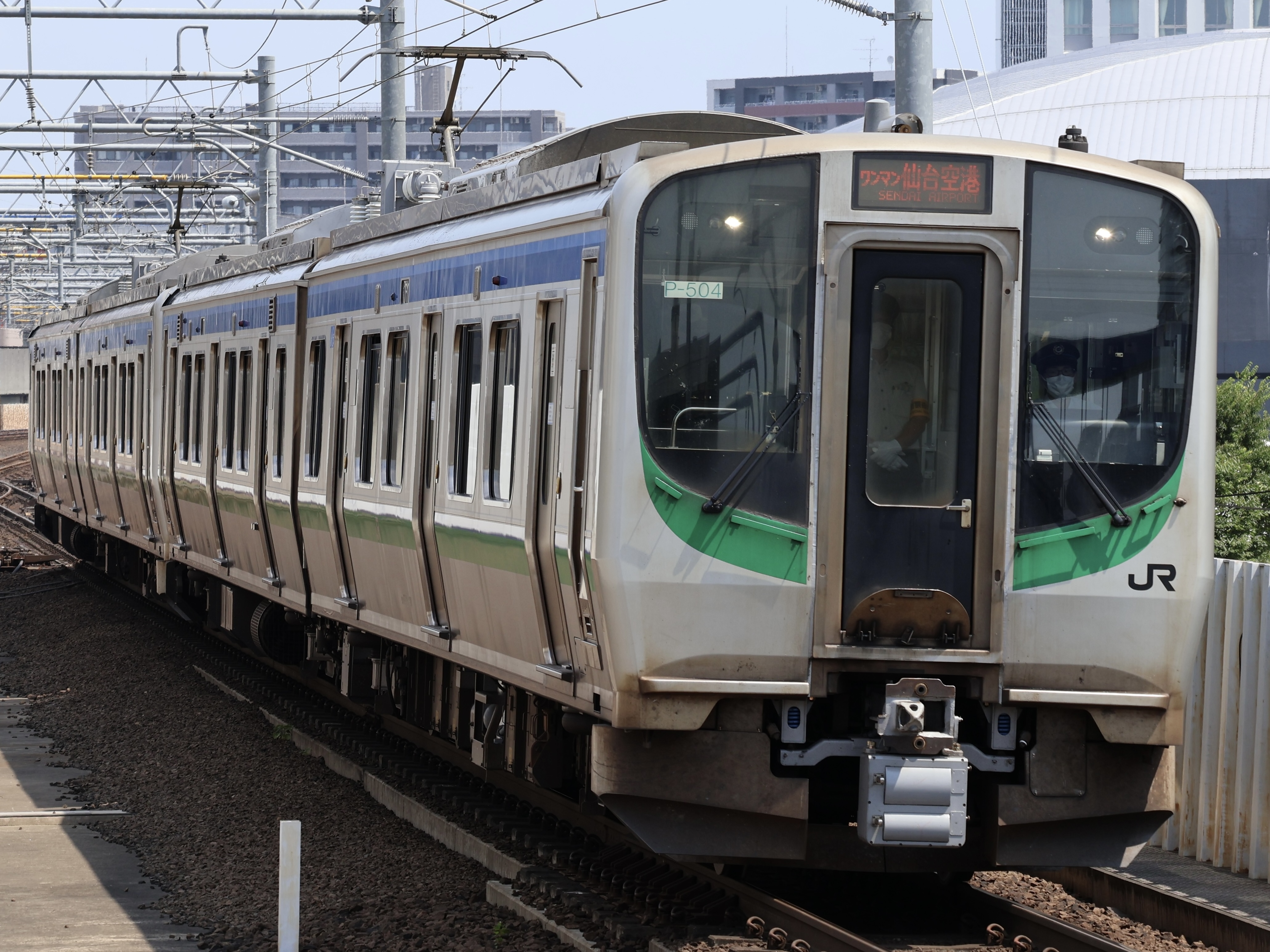
500番台（2023年7月24日）

2007年（平成19年）3月18日に開業した仙台空港鉄道仙台空港駅とJR仙台駅間との直通運転（仙台空港アクセス線）専用の車両で、2両編成4本の計8両が製造された。仙台空港線を運行するにあたって特有の設備を有することから、車両番号が500番台に区分されている。編成番号はP-5xx（車両番号）である。
うち、P-501編成は本系列の先行車として落成したため、一部仕様が異なっており、ワンマン運転対応など営業開始前に必要な改造がなされている。
外装は、腰帯を仙台支社所属車両共通の緑色（フレッシュグリーン）と青色（スラストブルー）、幕板部の帯は青と水色（ブライトスカイ）とし、「空港アクセス用＝空」をイメージしている。前面についても、貫通扉を黒色（ジェットブラック）とし、力強さを表現している。
内装は他番台と異なり、空港へのアクセスを担うために、クモハE721形の後位側の車端部に大型荷物置場を設置している。この荷物置き場は上下2段構造で、ダンパ付きのバーを設置している。このため、他番台と異なり当該箇所には窓がない。
また、全編成が運転台にドア開閉や放送に用いるスイッチを本設置し、ワンマン運転に対応しているが、仙台空港線では最大6両編成での都市型ワンマン運転（運賃駅収受型）を実施するため、0番台と異なり、運賃表示器や整理券発行機を設置せず、ミリ波帯電波により運転席前方上部の3つのLCDモニタにホームの3か所の映像を映す「ホーム映像伝送システム」を搭載している。
先行車であるP-501編成は2006年2月に川崎重工業で落成し、各種試験を実施した。その後同年9月から10月にかけてP-502・503編成が川崎重工業、P-504編成が東急車輛製造で製造され、仙台空港線の開業日である2007年3月18日から営業運転を開始し、後述のSAT721系と共通運用されている。また、0番代P-5編成を種車として改造されたP-505編成が2020年5月19日に運用を開始した。この改造は、同年3月のダイヤ改正によって行われた仙台空港アクセス線の輸送力増強に対応するためのものである。なお、この編成は0番台を種車としているため、通常500番代にある荷物置場は設置されていない。
編成表
|              | ← 仙台空港 名取・仙台 → |                    |
| 形式         | クハE720 (Tc')          | ＞ クモハE721 (Mc) |
| 搭載機器     | SIV,CP,BT               | Mtr,CI             |
| 車両重量 (t) | 34.7                    | 39.7               |

凡例
- CI：主変換装置、MTr：主変圧器、SIV：補助電源装置、CP：空気圧縮機（2台）、BT：蓄電池

### 1000番台

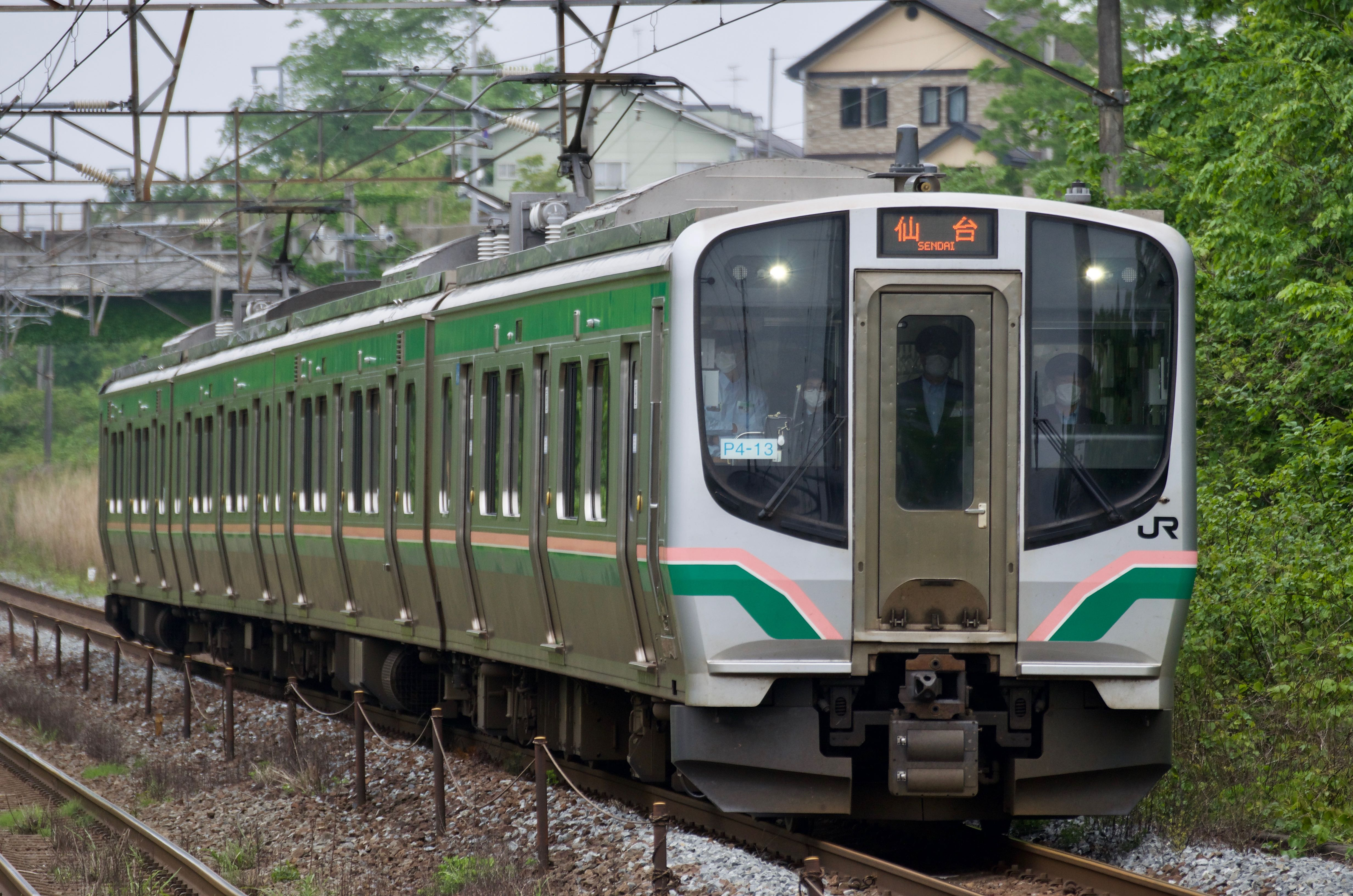
1000番台
（2020年5月23日 国府多賀城駅）

仙台地区で運用されている719系0番台の置き換えを目的に2016年秋から2017年春にかけて導入された番台で、0番台をベースにマイナーチェンジがなされている。全車が仙台車両センターに所属する。編成番号はP4-xx (xxは車両番号下2桁)である。置き換え対象とされた719系0番台は2両1編成だが、ワンマン運転非対応という事情から実際の運用では4両以上での運転がほとんどであったため2両編成にする意味合いも薄く本系列では4両固定編成とされた。また、719系0番台は2両編成41本82両が在籍していたが、本系列では4両編成19本76両が製造され、置き換え対象の719系0番台より6両少ないが、これらの不足分については、東北本線の8両で運転されている列車を2016年12月ダイヤ改正で4両ならびに6両に見直したことで対応した。
19本・76両が総合車両製作所で製造され、2017年3月までに全編成が導入された。2016年11月30日より東北本線で、同年12月7日より常磐線で、同年12月9日より仙山線で順次営業運転を開始した。4両編成で製造されたため、0番台と異なりワンマン運転の準備工事が実施されておらず、ワンマン運転に対応していない。
本番台は本系列では初めての4両固定編成となり、新たにモハE721形とサハE721形が登場し、0番台の2両編成同士を繋げて4両編成にしたものと比べ定員が増加（540名→574名）している。
このほか、以下の変更が行われている。
- 前照灯を視認性向上を目的に、後述の青い森703系に続きHIDからLEDへ変更
- 車体装飾帯色を、沿線に桜の名所が多いことから、0番台で赤色であった部分を「さくら色」に変更している。
- 車内の以下の点を変更。
  - 座席のクッションばねの改良
  - 汚れ防止のため4人掛けボックスシートのバックパネル色の変更（白→グレー）
  - 車内用半自動ドアボタンの変更（誤操作防止のため「しめる」ボタンの周囲を灰色とし、LEDランプは非設置）
  - LED照明の採用
  - ドアの指引き込み警告ステッカーを目立つように変更
- 運転台の以下の点を変更。
  - 乗務員用タブレット端末の充電用コンセントを設置
  - 助士側に移動禁止システム[注 18]を搭載
- 台車の台車枠と軸箱の構造を改良（動台車をDT72A形、付随台車がTR256A形（Tc’車前位側のみ）および同B形に変更）
- 保安装置を統合型ATS車上装置（ATS-Ps、P準備工事）に変更。また、製造当初からデジタル列車無線に対応[注 19]

編成表
|              | ← 黒磯盛岡 →   |                 |              |                    |
| 形式         | クハE720 (Tc') | ＞ モハE721 (M) | サハE721 (T) | ＞ クモハE721 (Mc) |
| 搭載機器     | SIV,CP,BT      | Mtr,CI          | SIV,CP,BT    | Mtr,CI             |
| 車両重量 (t) | 39.1           | 39.2            | 32.0         | 34.3               |

凡例
- CI：主変換装置、MTr：主変圧器、SIV：補助電源装置、CP：空気圧縮機、BT：蓄電池

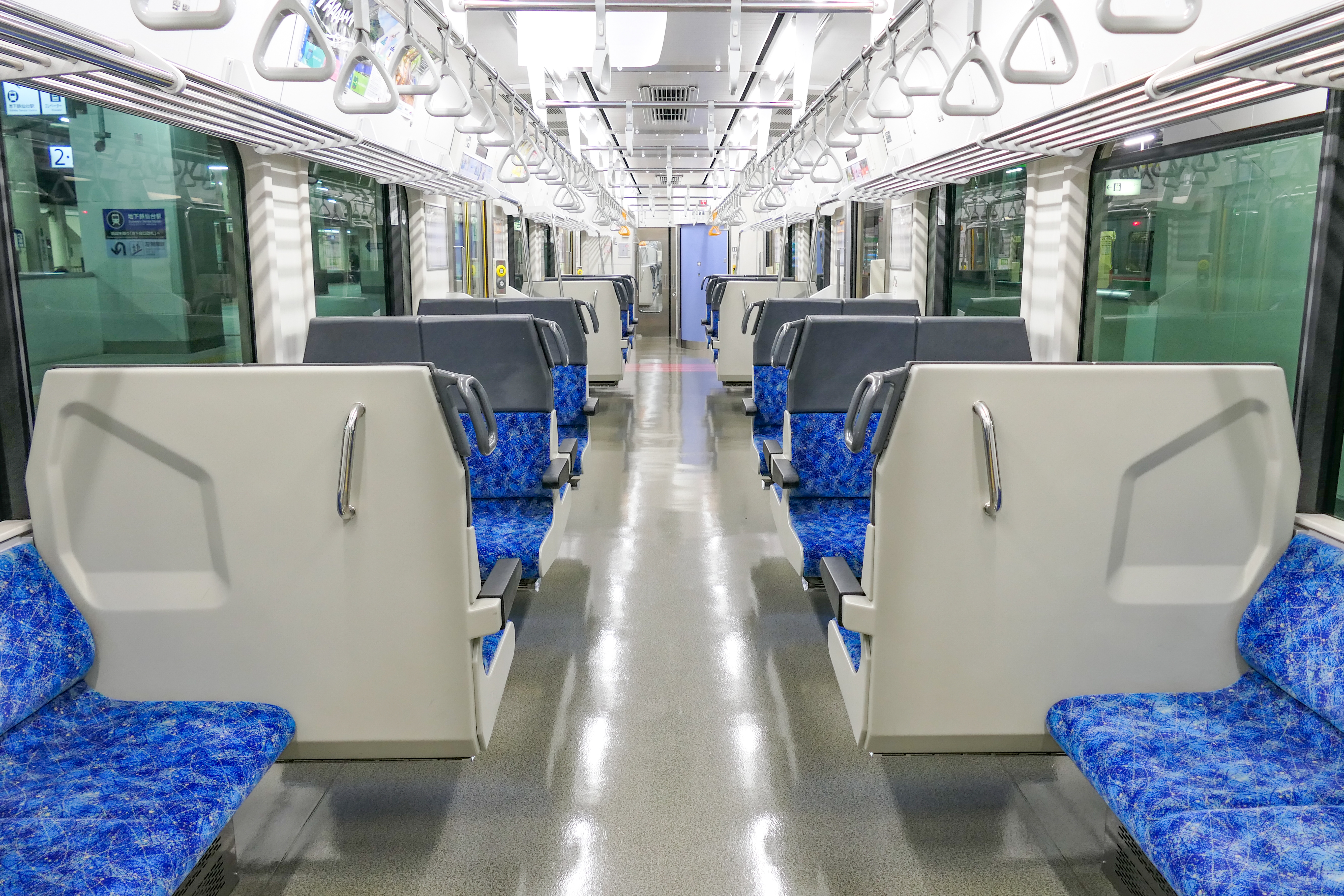
車内
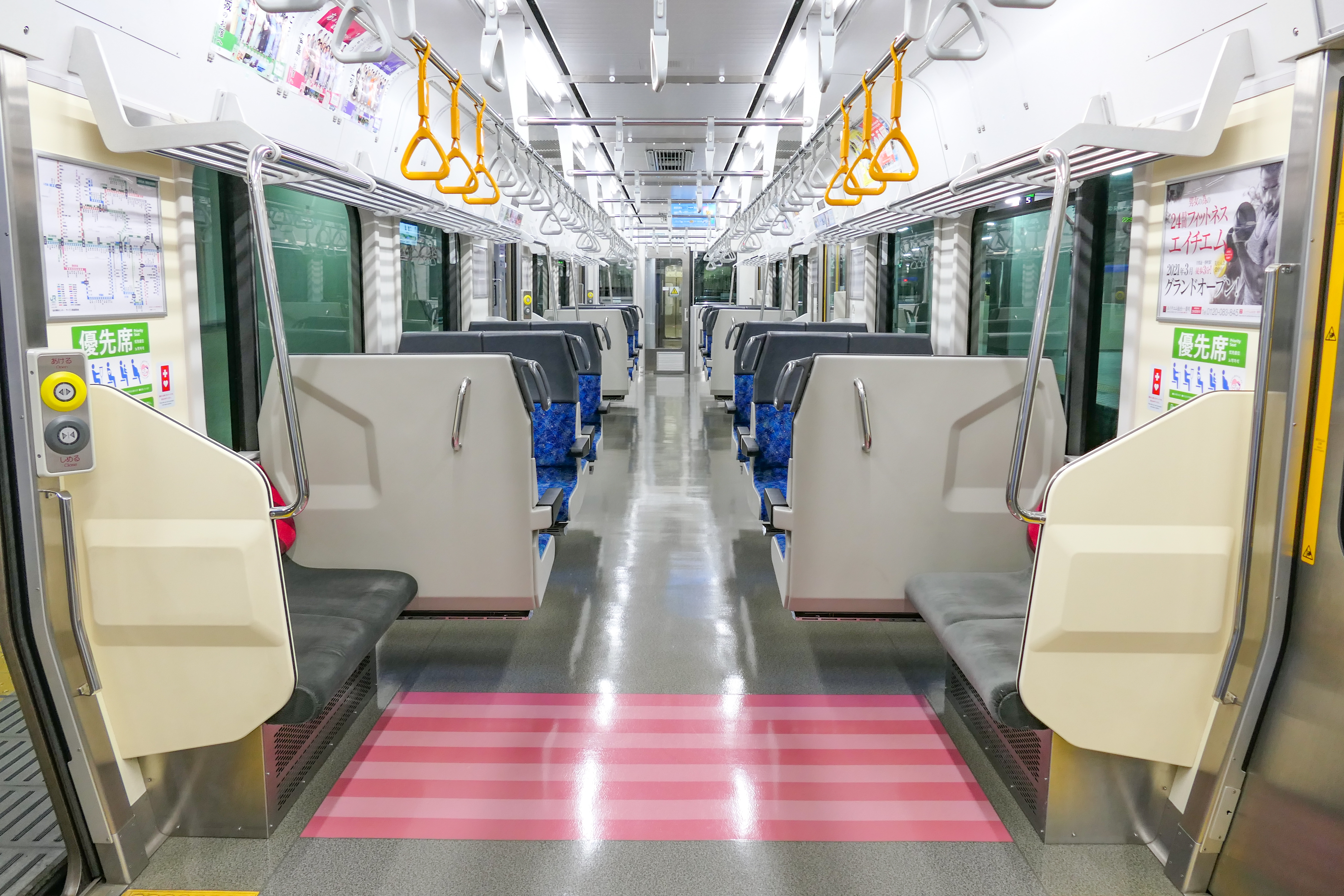
2人掛け優先席
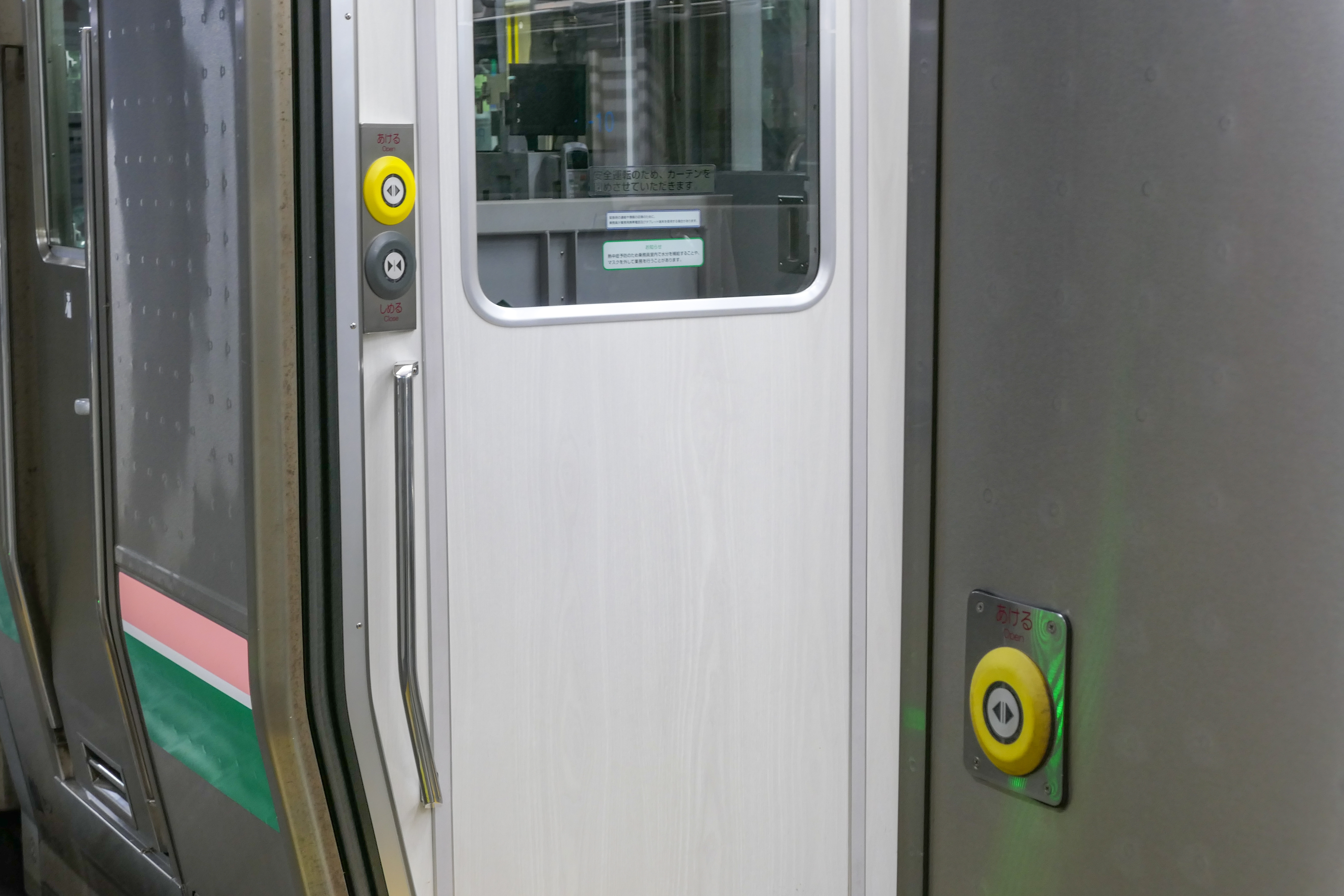
半自動ドアボタン
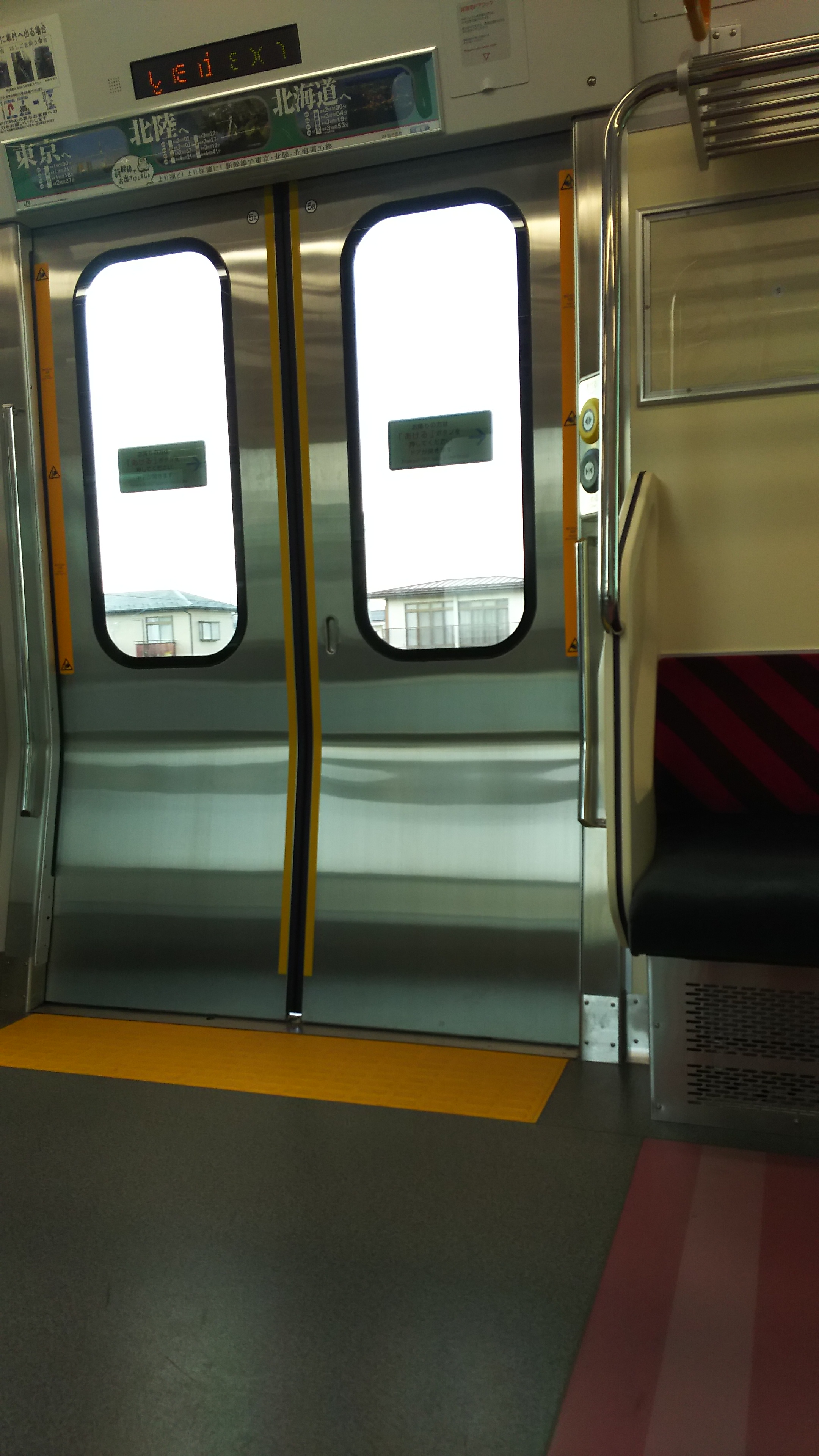
E721系1000番台のドア。指引き込み警告ステッカーが目立つようになっている。

## 第三セクター鉄道所属車

### 仙台空港鉄道SAT721系

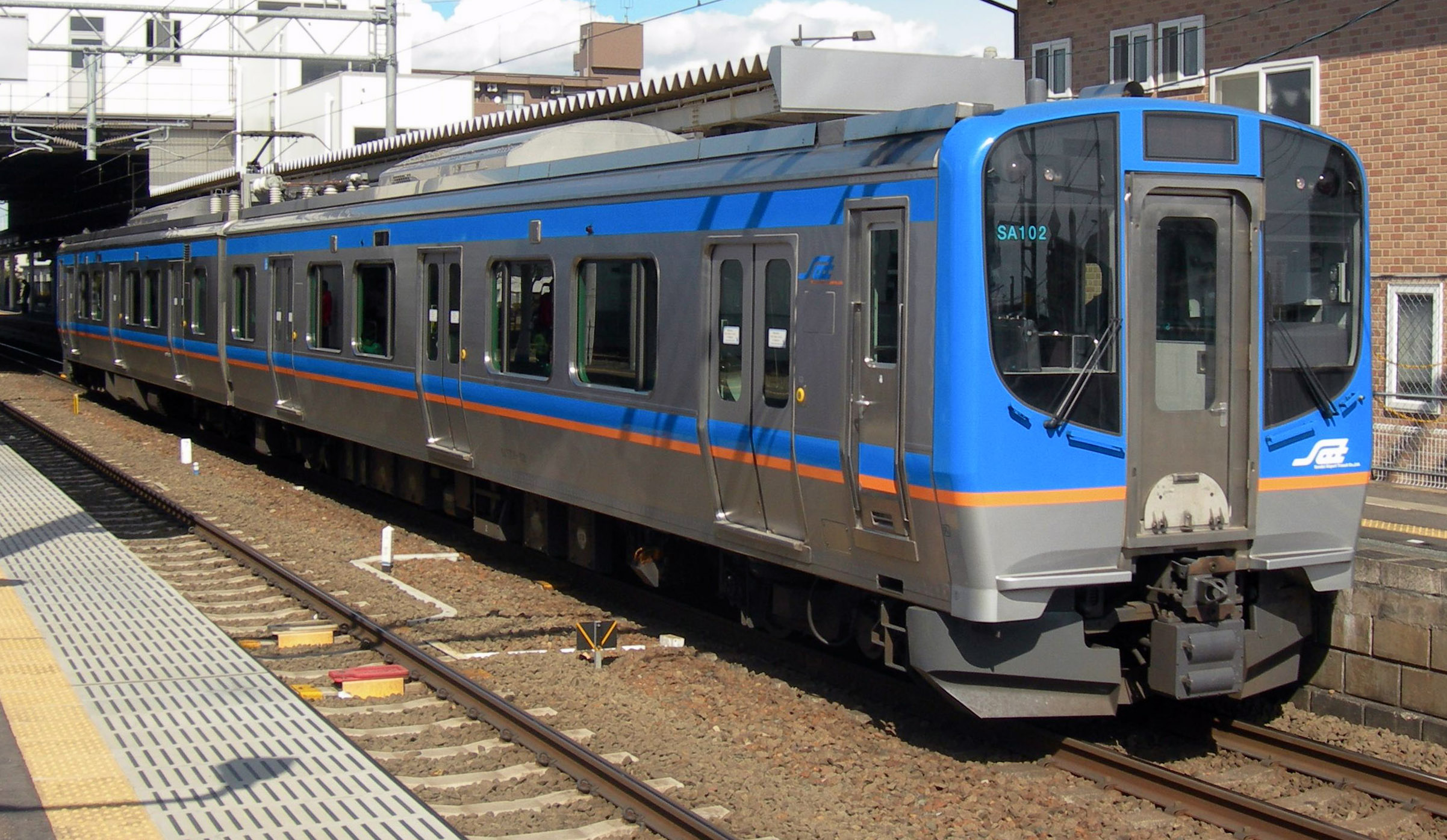
SAT721系（2008年3月）

仙台空港鉄道の自社発注車で、2006年11月に2両編成3本の計6両全車が川崎重工業で製造された。仙台方が制御電動車のSAT721形、仙台空港方が制御車のSAT720形で、車両番号は100番台（101 - 103）が付与されている。編成番号はSAxxx(車両番号)である。
2007年3月18日の仙台空港アクセス線開業と同時に営業運転を開始した。
外部塗色は正面の運転台周りと側面の上下にシンボルカラーのクリアブルー、正面と側面下部にオレンジ色の細帯をまとっている。座席はつつじ色（アザレアパープル）を基調とした配色で、JR車等とは異なりクロスシートの背ずり上部は人造皮革ではなく座面と同じモケット張りとなっている。保安装置・運転機器等他の仕様はE721系500番台と同一である。
車両管理業務はJR東日本に委託され、仙台車両センターに所属。E721系500番台と共通運用されており、併結運用もある。

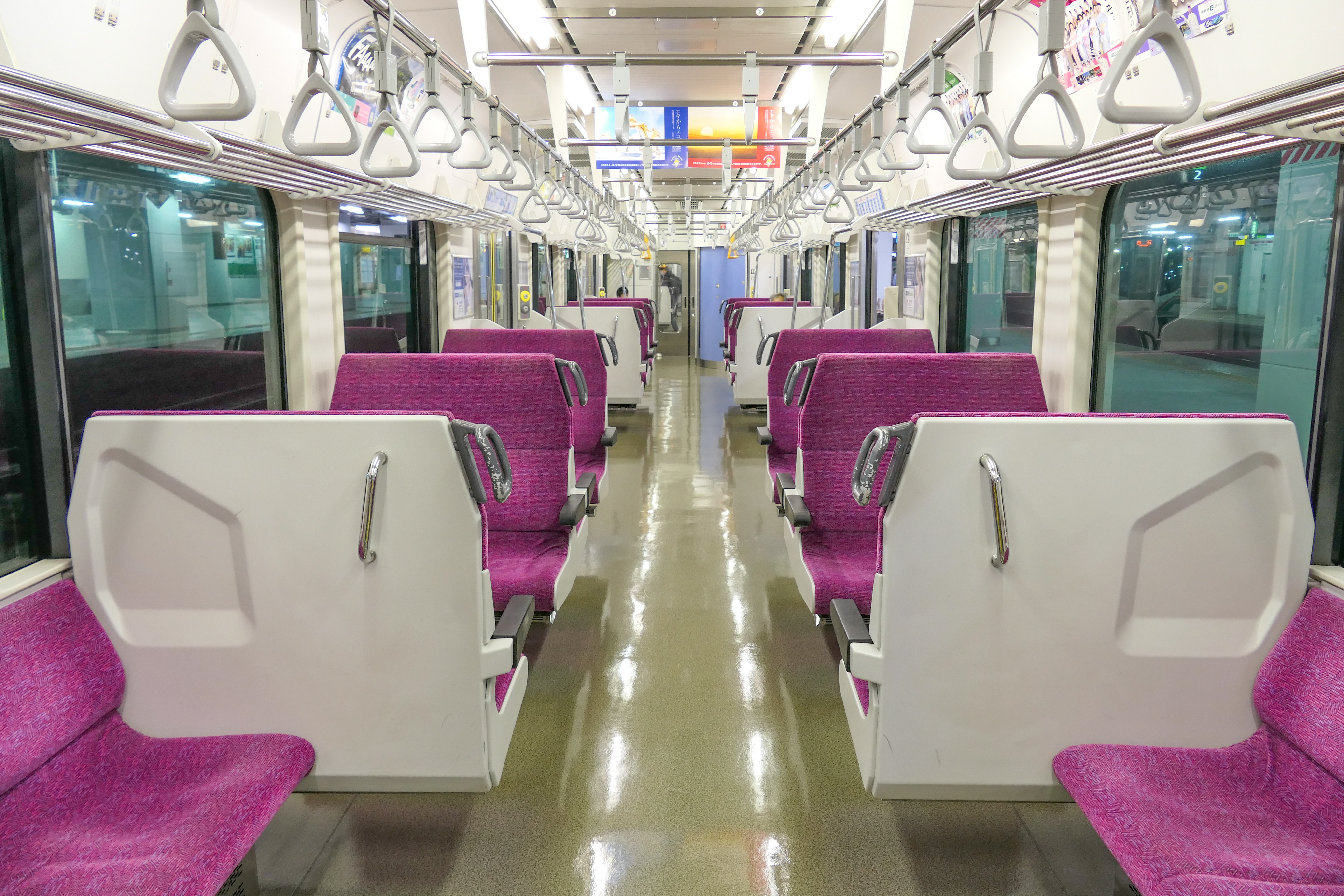
車内
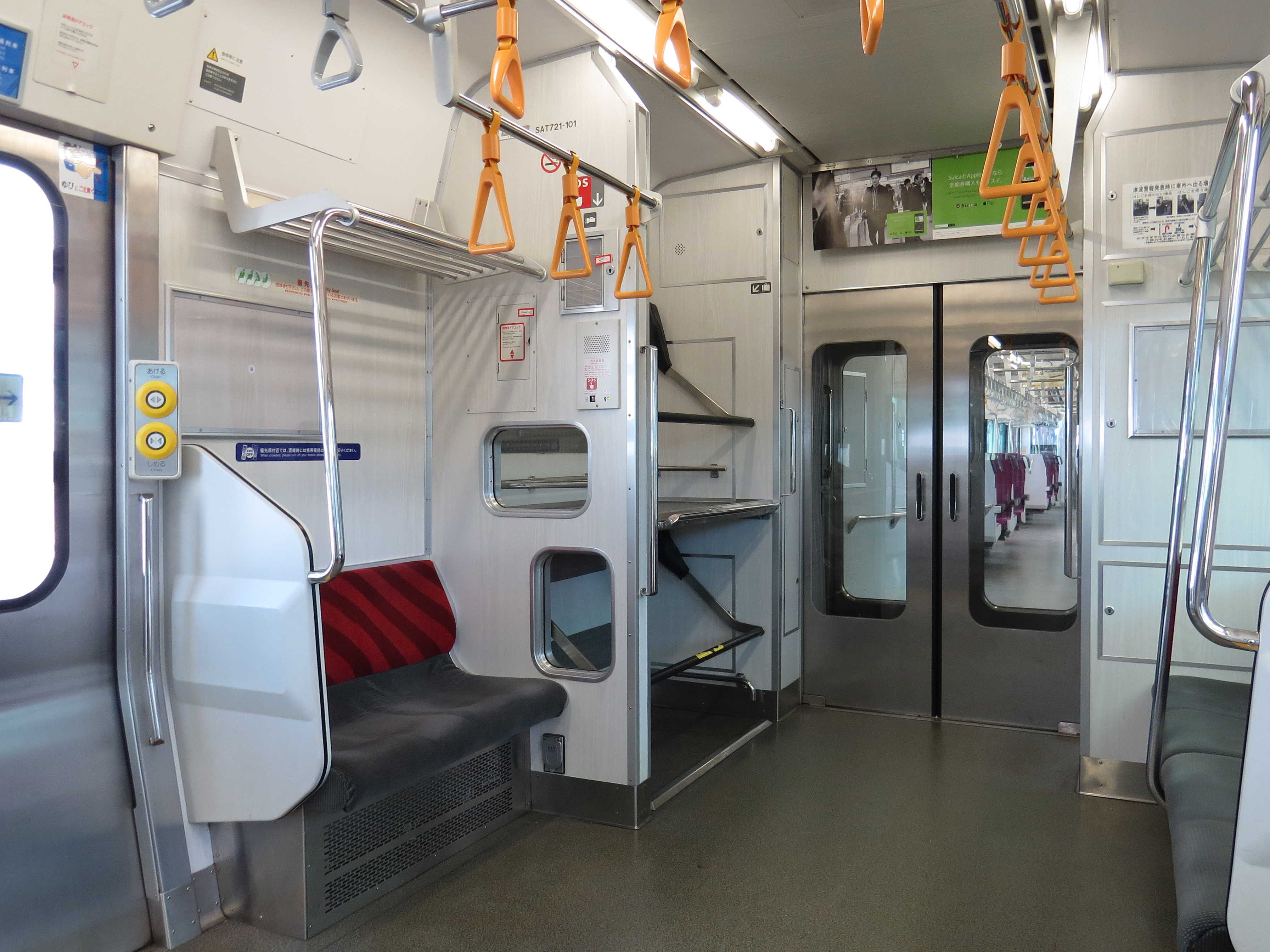
SAT721形の優先座席付近には荷物置場が設置されている
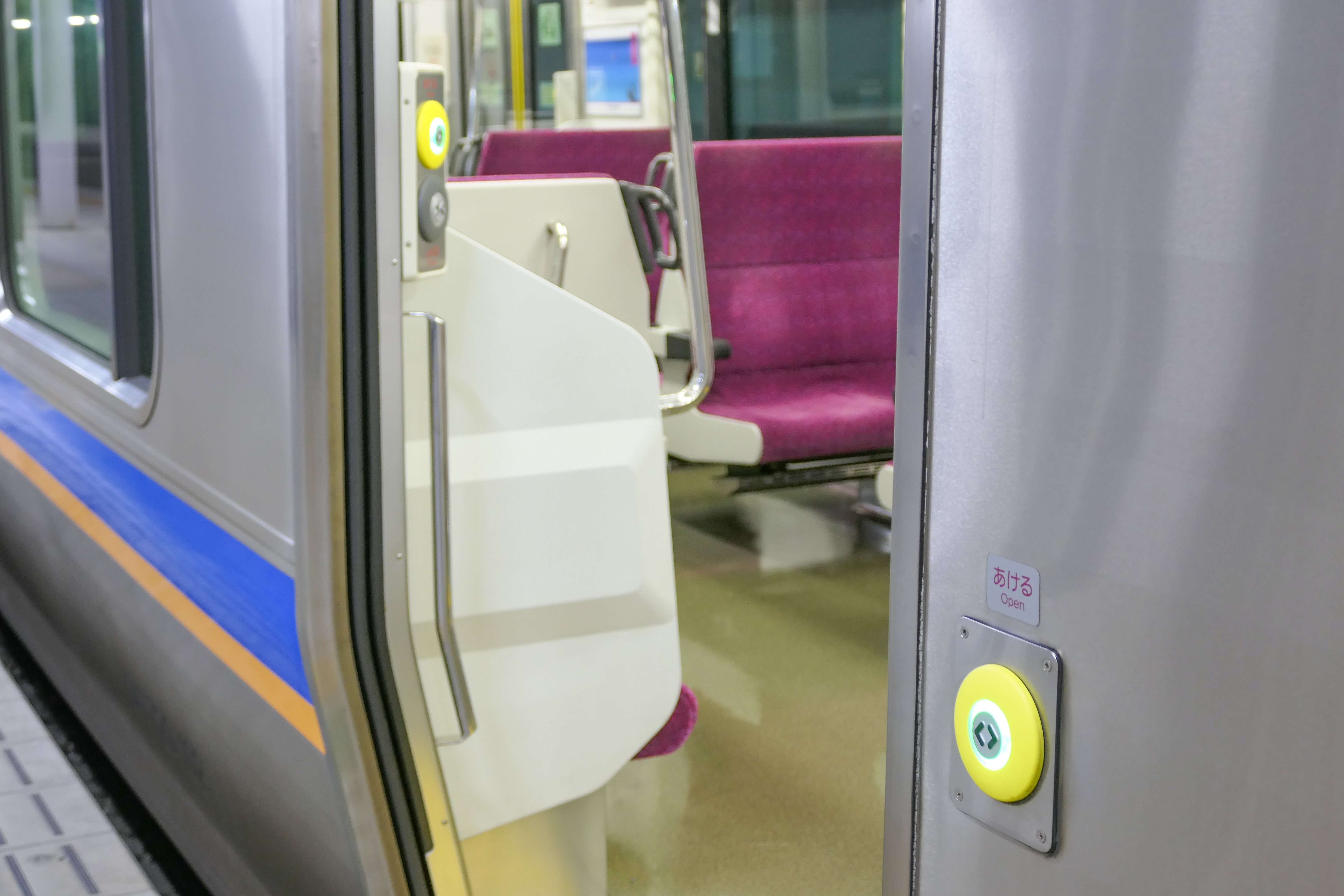
半自動ドアボタン

### 青い森鉄道青い森703系

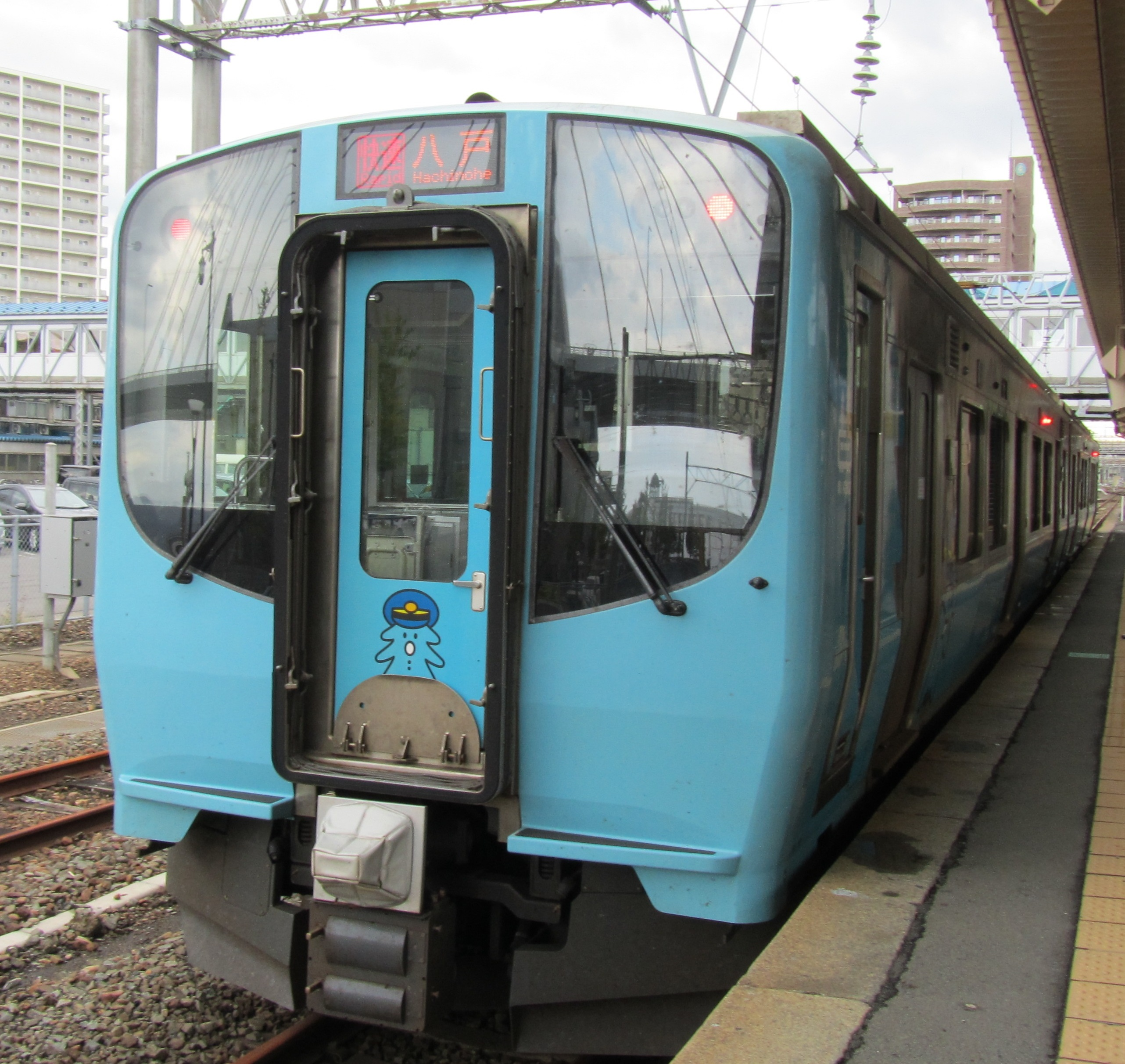
青い森703系（2015年10月）

青い森鉄道がE721系をベースとして新造導入した車両であり、2013年に2両編成2本が総合車両製作所横浜事業所で製造された。形式は青森方が制御電動車の青い森703形、目時方が制御車の青い森702形となっている。編成番号は設定されていないが、車両番号は青い森701系と重複しない11, 12となっている。なお形式は701系の次となる703系と命名されたが、形式「703」はJRグループには存在しない。
青い森鉄道では2002年の暫定開業時および2010年の全線開業時にJRからの701系1000番台の譲渡車、および701系1500番台をベースとした新造車を投入し、青い森701系として運用していたが、筒井駅開業による利用者の増加が見込まれ、さらに祭り期間の対応や冬季の着膨れ対策として輸送力の増強が求められていた。一方でJRから譲渡可能な中古車両がなかったことから、暫定開業時に新製した青い森701系100番台以来11年ぶりの新造車両として導入された。
車体・走行機器はE721系と同じだが、先頭車上部の前照灯が、本形式以降HIDからLED（発光ダイオード）を用いたものに変更されている。運転設備は0番台に準じた運賃車内収受型のワンマン仕様になっている。
外装は同社で運転されている青い森701系に準じ、水色を基調に同社のイメージキャラクターである「モーリー」があしらわれているが、ピンク色の「モーリー」が1両に1箇所追加されている。
車内設備・内装・座席配置もE721系と同じであるが、客室と乗務員室通路部の段差にはスロープが設けられている。
2013年10月に2編成の導入計画が明らかとなり、2013年11月26日から27日にかけて総合車両製作所横浜事業所より甲種輸送され、筒井駅が開業した2014年3月15日ダイヤ改正から営業運転を開始した。

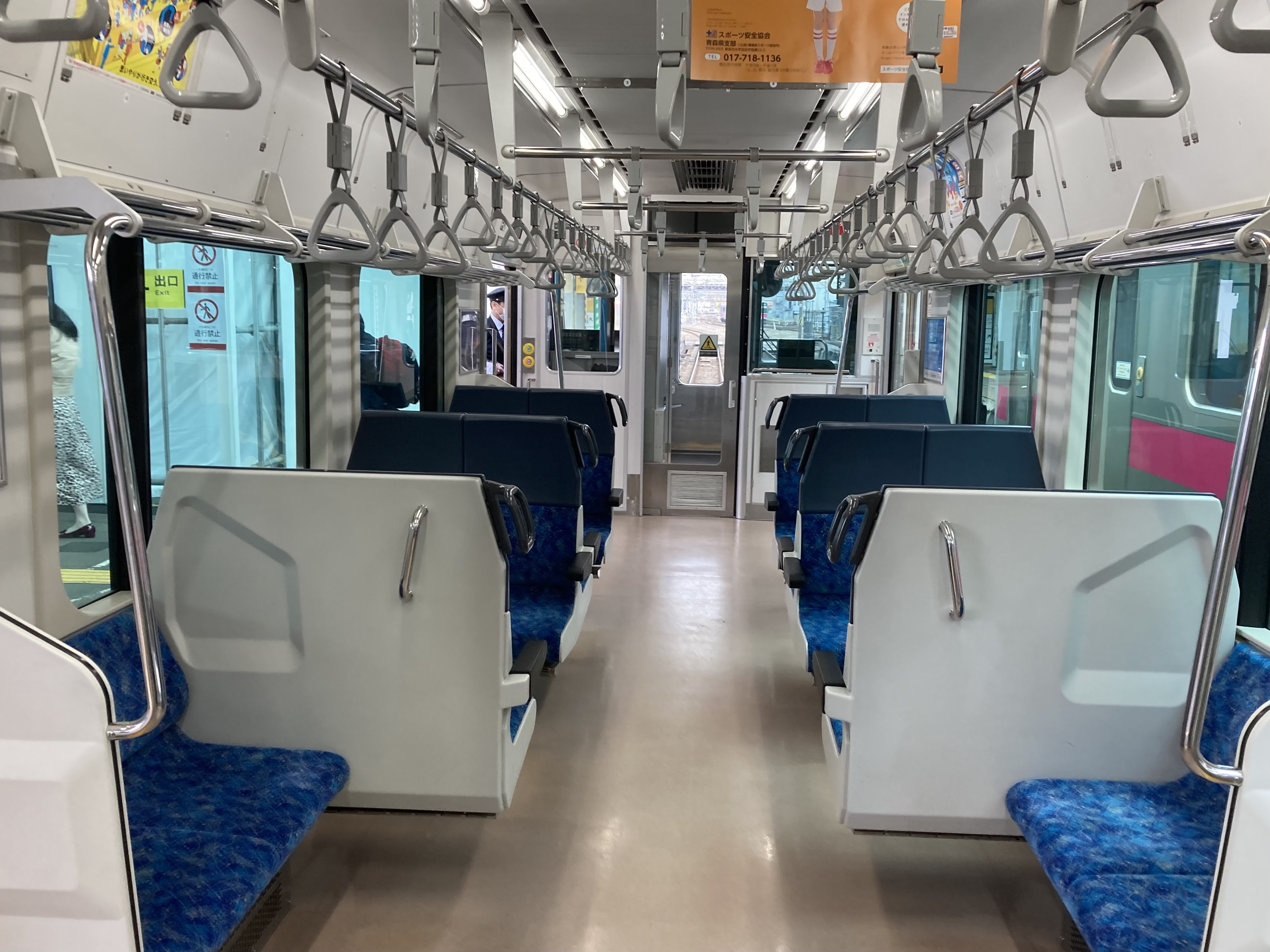
車内

### 阿武隈急行AB900系

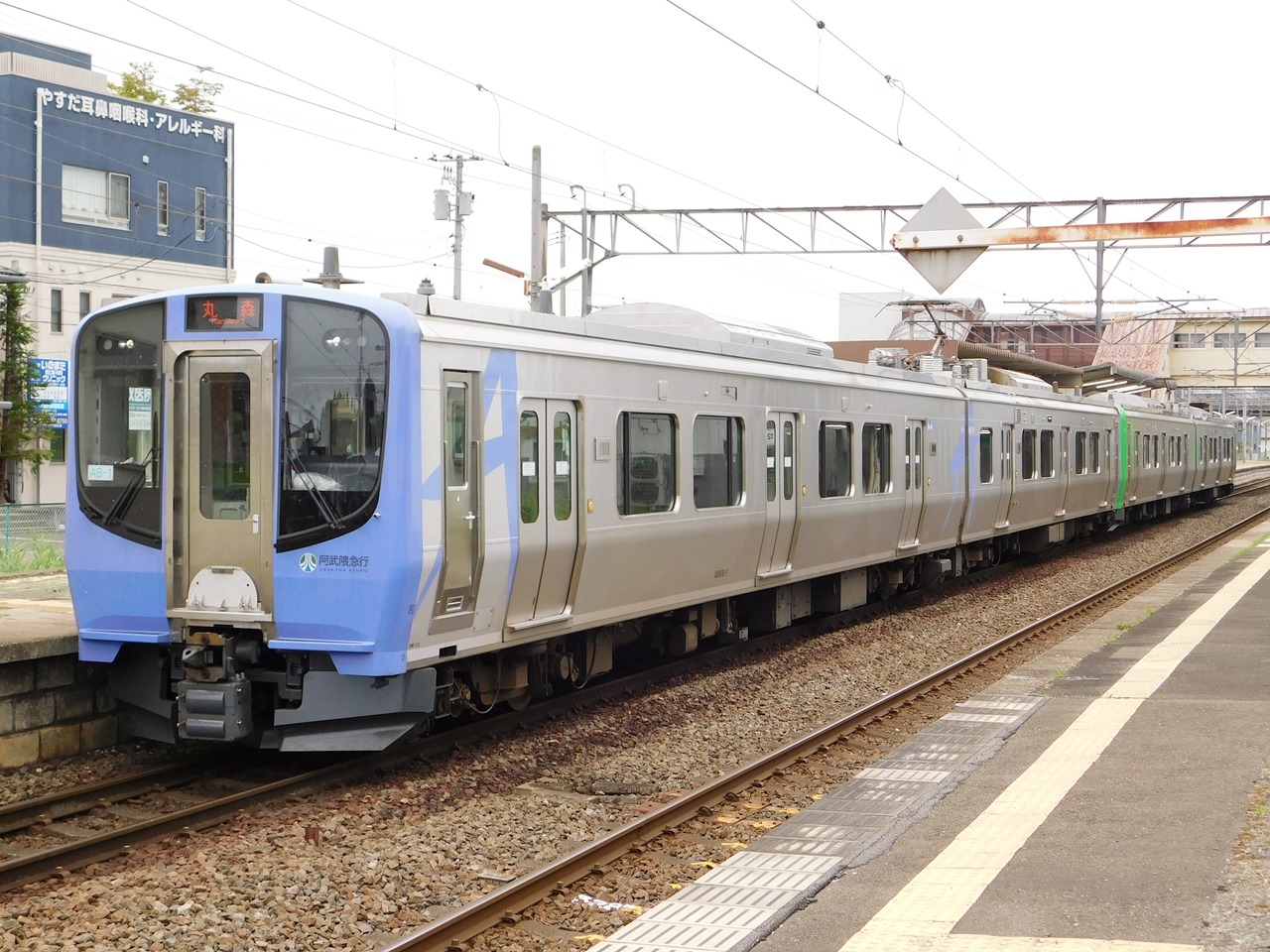
AB-1編成（2020年6月）

阿武隈急行がE721系をベースとして導入した車両である。総合車両製作所で2両編成10本計20両が製作される予定で、形式は槻木方が制御電動車のAB901形、福島方が制御付随車のAB900形である。 なお形式名は阿武隈急行の通称「あぶ急」に由来する。
1988年の全線開通に伴う交流電化時から使用してきた8100系電車の置換えを目的に、まずは2両編成1本が平成30年度国庫補助事業により導入された。2018年7月1日の福島民友新聞および同日開催の「あぶ急全線開業30周年大感謝まつり」で形式名と車両形態が公式に発表された。
車体のアクセントカラーは沿線自治体の自然や花をテーマに設定されている。AB-1編成は薄藍色、AB-2編成は緑色、AB-3編成は黄色、AB-4編成は桃色、AB-5編成は橙色、AB-6編成は赤色、AB-7編成は緑色で落成している。
車内は福島側と槻木側で座席のベースカラーが異なる。福島方は花の王国を表す暖色系、槻木方は杜の都を表すグリーン系となる。

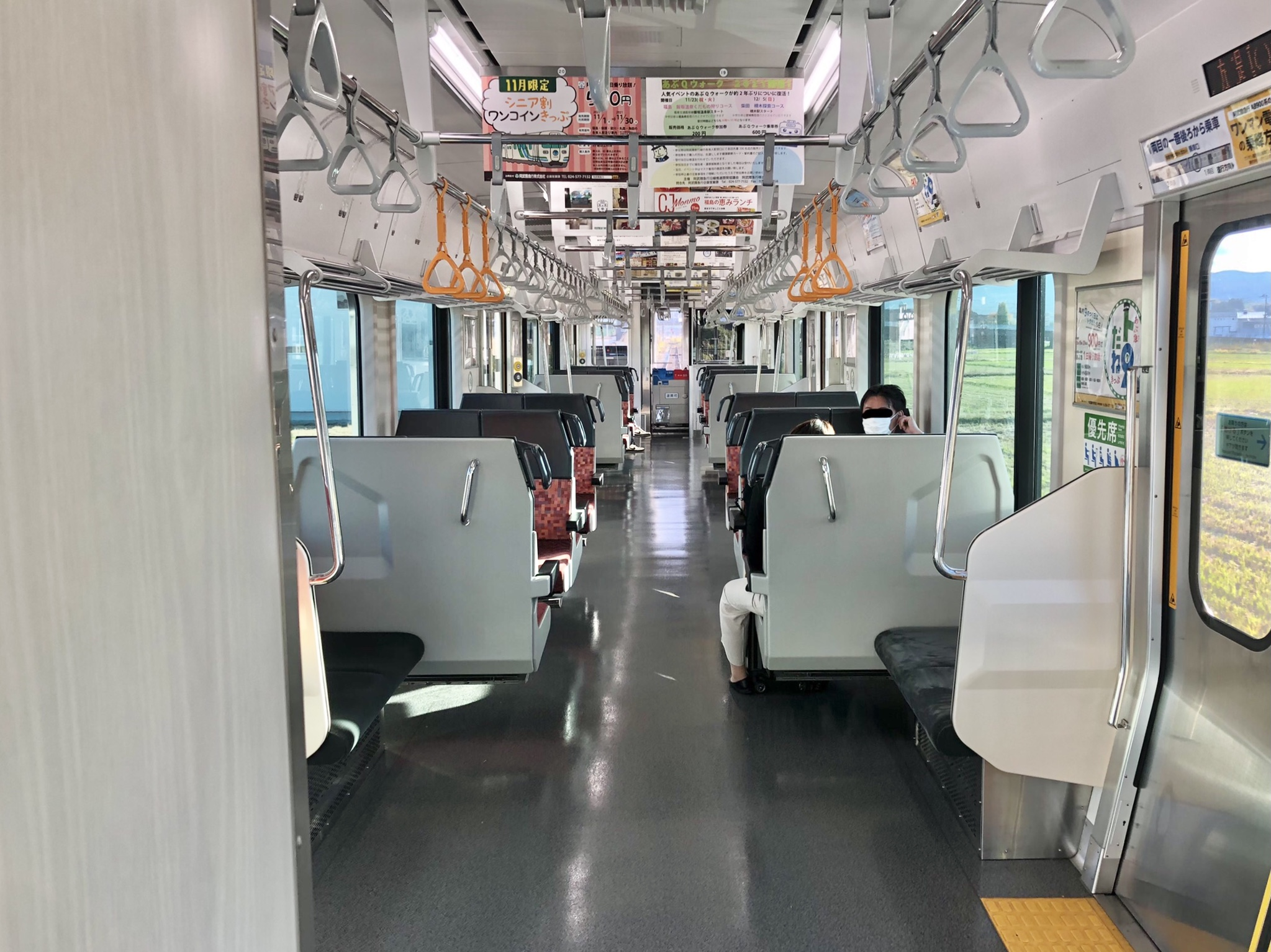
暖色系の車内
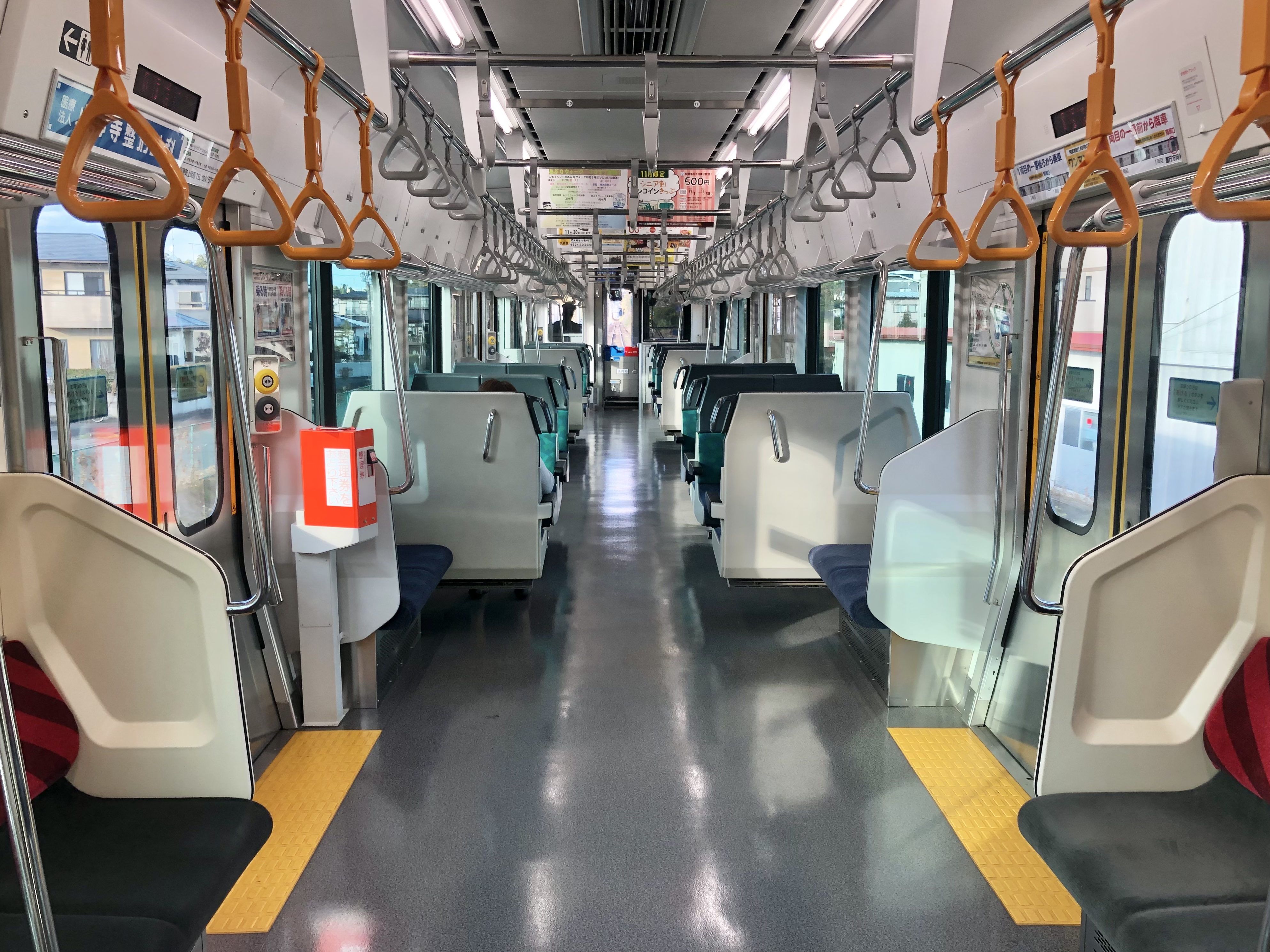
寒色系の車内
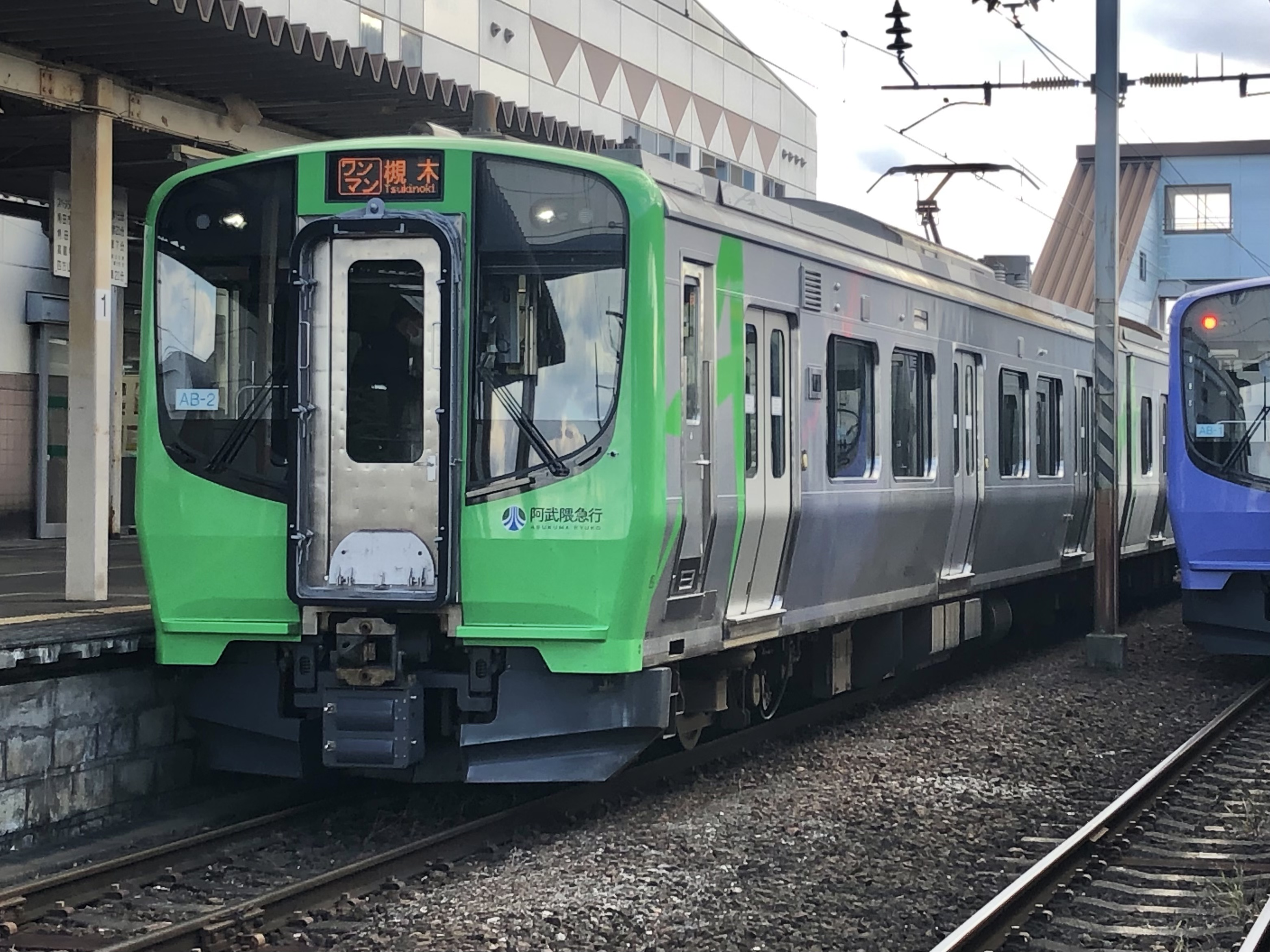
AB-2編成
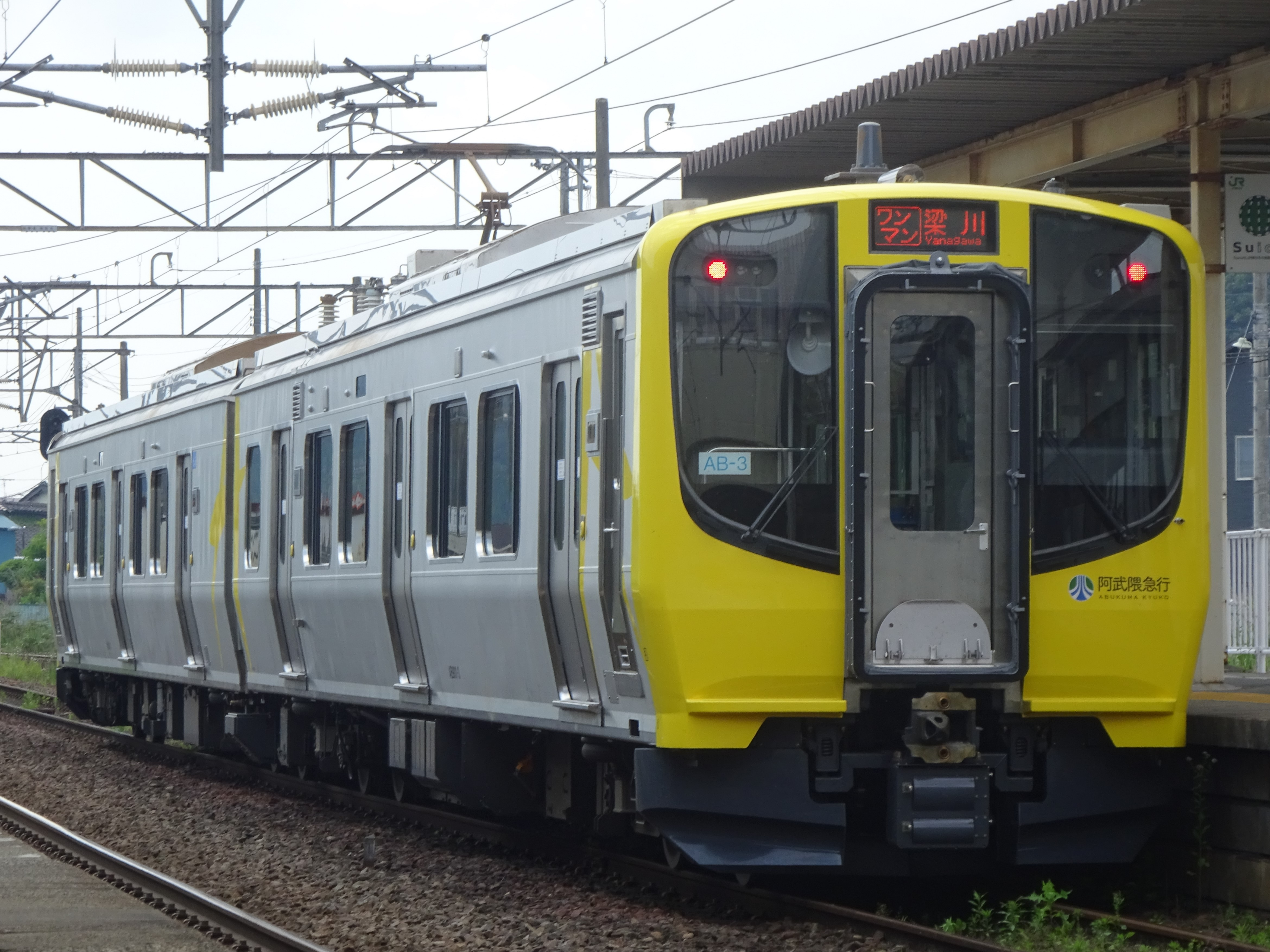
AB-3編成

## 運用
本系列は2019年9月1日現在、JR東日本・仙台空港鉄道所属車が仙台車両センターに、青い森鉄道の青い森703系が同社の運輸管理所に、阿武隈急行のAB900系が梁川車両基地に配置されている。運用範囲は以下の通り。
E721系0番台・1000番台
0番台のワンマン運転対応車については磐越西線に関連する運用を除いて701系と共通運用で、その他は独自の運用である。 2010年10月20日より701系との併結運転が行われている。
- 東北本線：新白河駅 - 一ノ関駅・岩切駅 - 利府駅
  - 2017年10月14日のダイヤ改正までは黒磯駅 - 新白河駅間でも運用されていたが、黒磯駅の電力設備改良（交流直流地上切替方式廃止）工事に伴い交流専用車両が黒磯駅構内に入線不可能となるため、701系とともにE531系・キハ110系に置き換えられた。これにより本形式の関東地方への乗り入れが消滅した。

- 常磐線：原ノ町駅 - 岩沼駅
  - 本形式導入に時に多くの列車が原ノ町駅で系統分割された。

- 仙山線・奥羽本線：仙台駅 - 羽前千歳駅 - 山形駅
  - 2012年3月17日のダイヤ改正で、719系の運用を東北・常磐線に集約し、勾配に強い本系列を朝の上下計3本（701系またはE721系0番台を使用）を除くすべての定期列車で運用していた。その後2017年10月14日のダイヤ改正で全列車が本系列での運転になった。

- 磐越西線：郡山駅 - 会津若松駅
  - 2017年3月4日のダイヤ改正改正で定期運用を開始した。一部の列車でワンマン運転を実施するため、0番台のうちワンマン運転対応車が主に運用される。
  - P-12編成は、2020年3月14日改正で運行を開始した快速「あいづ」の指定席車として使用するため、会津若松方先頭車にリクライニングシートを設置する改造を施された。2020年2月22日に運用を開始している（指定席としての運用は同3月14日改正から）。
  - 2022年3月12日のダイヤ改正までは会津若松駅 - 喜多方駅間でも使用されていたが、同改正以降は同区間の定期列車が全て気動車による運用となり撤退した。

E721系500番台・SAT721系
- 東北本線・仙台空港線（仙台空港アクセス線）：仙台駅 - 名取駅 - 仙台空港駅
  - E721系500番台とSAT721系の運用は共通化されており、両形式が連結して運用されることもある。

青い森703系
- 青い森鉄道線：三戸駅 - 青森駅
  - 同線の目時駅 - 三戸駅間やいわて銀河鉄道線では運用されない。また、運用開始当時乗り入れがあった奥羽本線の青森駅 - 新青森駅間にも入線はなかった。

AB900系
- 阿武隈急行線・東北本線：福島駅 - 槻木駅 - 仙台駅
  - 東北本線には2020年5月18日より乗り入れている。

### 特殊な運用など
- 0番台と1000番台は臨時列車として仙台空港線に、また乗務員訓練で盛岡車両センターまで入線した事例がある。
- 東日本大震災時に、不通となった東北新幹線の代替として運転された臨時列車「新幹線リレー号」および臨時快速列車において、500番台が営業運転で東北本線の名取駅以南（福島駅まで）に入線した。この時、500番台の在籍車両を全て連結した8両編成での運転が行われている。また、2011年10月に仙台空港線が完全復旧するまでは常磐線の亘理駅 - 岩沼駅（ - 仙台駅）間でも運用され、0番台との混結運用も行われた。

## 事故廃車

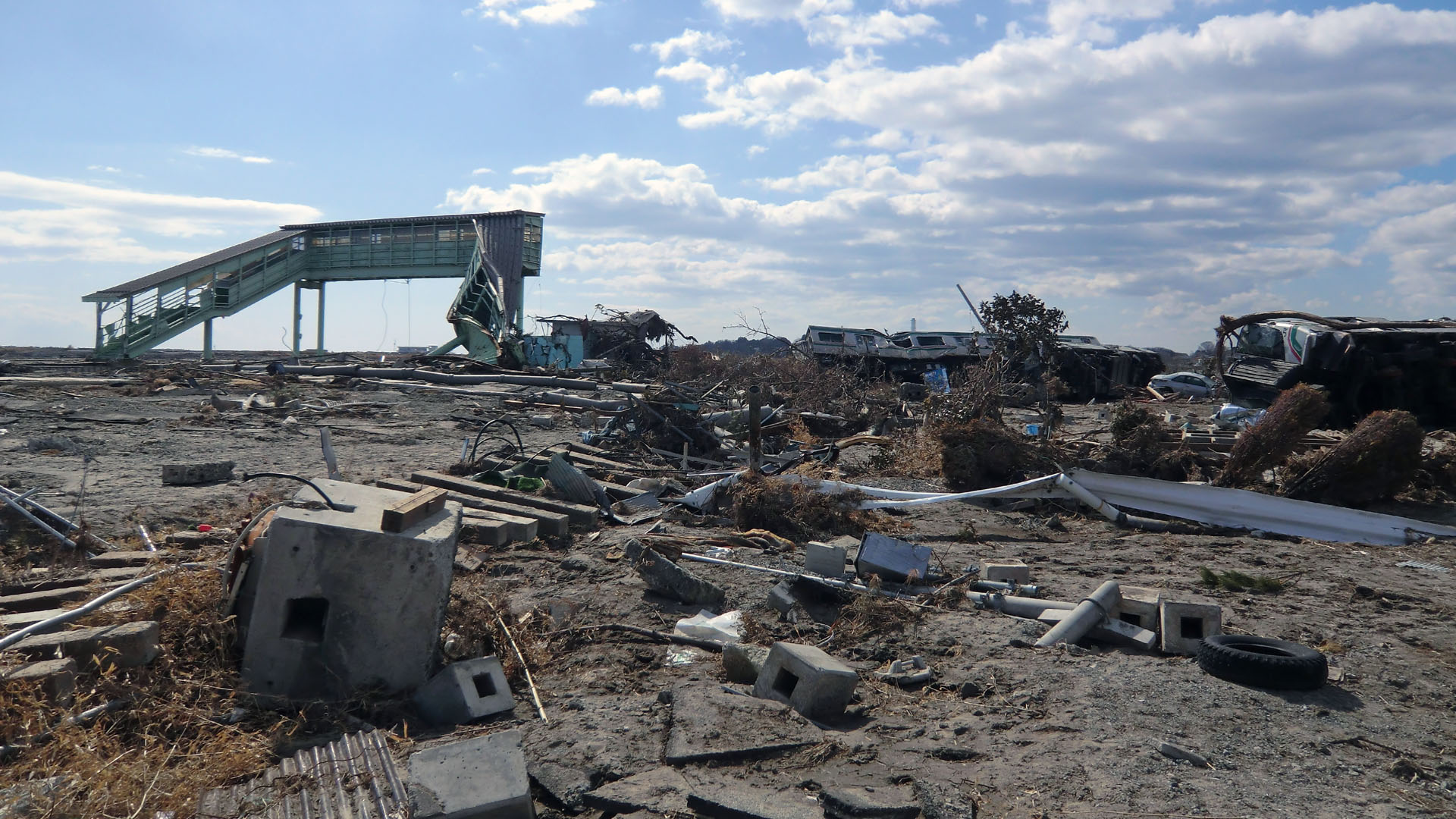
津波によって流され、大破して横倒しとなった0番台の一部。新地駅に停車していた2編成が駅舎ごと流された。

2011年3月11日に発生した東北地方太平洋沖地震（東日本大震災）では、常磐線新地駅に停車していた0番台4両（P-1 + P-19）が津波によって流され、大破した。当該車両は同月12日付で廃車となり、同年4月14日より数日間にわたり現地で解体された。これら車両の代替は運用変更で対応したため、代替新造は行われなかった。
なお、被災車両の一部は福島県白河市の東日本旅客鉄道総合研修センター「事故の歴史展示館（車両保存館）」に保管されている。

## 車歴表
- 製造…川重：川崎重工業、東急：東急車輛製造、横浜：総合車両製作所横浜事業所
- 配置…仙台：仙台車両センター、青い森：青い森鉄道、梁川：梁川車両基地